# 벤허 (1959년 영화)
《벤허》(영어: Ben-Hur)는 1959년 미국에서 개봉된 서사 영화이다. 감독은 윌리엄 와일러, 제작은 메트로-골드윈-메이어(이하 MGM)의 샘 짐발리스트, 주요 출연진은 찰턴 헤스턴, 스티븐 보이드, 잭 호킨스, 휴 그리피스, 하야 해러릿이다. 원작은 1880년 루 월리스가 쓴 《벤허: 그리스도의 이야기》이며 1925년 개봉된 동명의 무성영화를 리메이크한 판이기도 하다. 각색 작업은 칼 턴버그가 맡았으나 맥스웰 앤더슨, 새뮤얼 베어먼, 고어 비달, 크리스토퍼 프라이가 힘을 보탰다.

## 개요

### 제작기간
벤허는 미국 영화를 대표하는 장르의 하나인 기독교적인 호화 스펙터클 영화의 견본으로 꼽힌다. 제작 당시 기준으로 역대 가장 거대한 규모의 세트장에서 촬영된 동시에 가장 많은 제작비(1517만 5천 달러)가 투입되었다. 의상 제작자 엘리자베스 해펜든은 영화 내 의상 제작자 100명, 프리즈·조각상 제작자 200명으로 구성된 워크숍을 통솔했다. 촬영은 1958년 5월 18일 시작되어 1959년 1월 7일까지 진행되었고 주 6일, 하루 12~14시간 작업하였다. 사전제작은 1957년 10월 무렵 치네치타에서 시작되었으며 후반 작업에는 6개월이 걸렸다. 로버트 서티즈 및 MGM 임원진의 결정으로 와이드스크린 형식으로 촬영되었다.(다만 와일러 감독은 이 형식을 아주 싫어했다.) 1만 명 정도의 엑스트라, 낙타 200마리, 말 2500마리가 촬영에 동원되었다. 해전 장면은 캘리포니아주 컬버시티의 MGM 스튜디오 내 야외 촬영 부지에 거대한 물탱크를 설치하고 거기에서 찍었다. 작품 중 나오는 9분 분량의 전차경주 신은 영화사에 있어 매우 유명한 장면으로 남아 있다. 배경 음악은 로저 미클로시가 작곡, 연주하였고 그의 음악들은 단일 영화작품에 쓰인 것으로는 당대에 가장 긴 분량이었으며 이후 15년 이상 미국 영화계에 큰 영향력을 행사했다.

### 개봉
홍보 비용으로 1470만 달러가 소요되었으며 1959년 11월 18일 뉴욕 시 로우 주립 극장에서 최초 개봉되었다. 영화 입장수익은 1959년 발표작 중 최고였으며 당시 기준으로 역대 집계에서 《바람과 함께 사라지다》 이후 두 번째였다. 벤허는 아카데미 작품상, 감독상(와일러), 남우주연상(헤스턴), 남우조연상(그리피스), 촬영상(서티즈) 등 총 11개의 아카데미상을 수상했으며 이 기록은 1997년 《타이타닉》에 와서야 깨지게 되고 타이기록은 2003년 《반지의 제왕: 왕의 귀환》이 다시 수립하게 된다. 이외에도 극영화 부문 작품상, 감독상, 남우조연상(스티븐 보이드) 등 골든 글로브상 세 개를 수상하였다. 벤허는 1998년 미국 영화 연구소(이하 AFI) 선정 최고영화 100선 중 72위, AFI 선정 최고 서사영화 10선 중 2위를 차지했다. 2004년 미국 국립 영화 보존 위원회는 벤허를 미국 의회도서관의 미국 국립 필름 등록부에 등재 하였으며 그 이유를 '문화적, 역사적, 심미적으로 의의가 큰 작품이기 때문'이라고 밝혔다. 대한민국의 유선방송 MBC Drama에서도 소개되었다.

## 줄거리

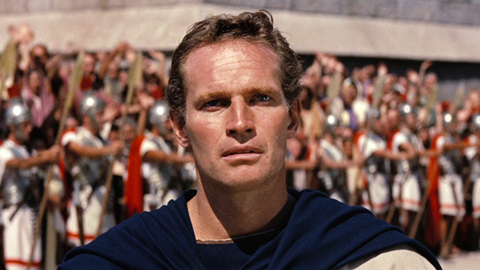
유다 벤허 역의 찰턴 헤스턴.

### 메살라와의 우정과 갈등
때는 서력 26년, 예루살렘의 명문가 왕자이자 대부호 유다 벤허는 어머니 미리암(마사 스콧), 여동생 틸자(캐시 오도넬), 충직한 종 시모니데스(샘 자페), 시모니데스의 딸이자 벤허를 연모하는 에스더(하야 해러릿)와 함께 유복한 삶을 살고 있었다. 어렸을 적 친한 친구였던 로마인 메살라(스티븐 보이드)가 로마로 떠난 뒤 몇 년만에 유대 땅의 군 사령관이 되어 돌아온다. 친구의 복귀 소식을 들은 벤허는 그와 반가운 해후를 하나 메살라는 예전과는 달리 로마의 영광과 황제의 권력을 추종하는 사람으로 변해 있었다. 자기 민족의 자유와 유일신 사상을 따르는 벤허는 옛날의 우정이 민족간의 감정 앞에 사그라들었음을 확인한다. 메살라는 벤허를 회유하여 자신의 협력자가 되기를 권유하나 벤허는 이를 거부하고, 자신의 적과 협력자 중 선택하라는 메살라의 말에 민족을 배신할 바에 적이 되겠다고 선언한다.

### 복수를 맹세하다
유대에 새로 부임한 총독 발레리우스 그라투스가 벤허의 집 앞을 행진할 때, 옥상에서 이를 보던 틸자의 실수로 지붕에 있던 기와장이 흘러내려 총독 옆에 떨어진다. 놀란 말에서 떨어진 총독은 정신을 잃고, 호위하던 병사들은 벤허의 집에 쳐들어와 벤허와 그의 가족을 총독 살해미수 혐의로 체포한다. 벤허는 단순한 사고였고, 총독을 해칠 마음이 없었다고 항변하며 메살라에게 선처를 호소하나. 냉정히 거부당한다. 메살라는 벤허의 무고함을 알았으나, 가장 친했던 친구를 사형에 처함으로써 유대 백성들에게 로마 제국에 대한 두려움을 심어주려 한다. 벤허는 사형수 신분으로 갤리선으로 끌려가고 어머니와 여동생은 감옥에 갇힌다. 벤허는 메살라에게 반드시 살아돌아와 복수하겠다고 맹세한다. 로마군에게 결박되어 이송되던 죄수 행렬은 작은 마을에 들른다. 로마군 병사들과 죄수들은 물을 먹으며 목을 축였으나, 벤허는 반역죄로 압송되던 터라 물을 마시는 것도 허용되지 않는다. 쓰러져 의식을 잃어가던 벤허에게 한 청년이 물을 떠다 준다. 로마 군인은 물을 주지 말라고 외쳤으나 청년의 얼굴을 보고 압도되어 그대로 내버려 둔다.

### 해전

#### 해전이 일어나다
벤허는 통상인이 1년도 버티기 힘든 갤리선에서 3년을 채웠고, 퀸투스 아리우스(잭 호킨스)의 선단에 배치된다. 아리우스는 티베리우스 황제로부터 마케도니아 해적들을 소탕하라는 명을 받았다. 노예들의 상태를 점검하던 중 아리우스는 벤허가 범상치 않은 인물임을 간파하고, 그에게 자신의 검투사나 전차수가 될 것을 제안한다. 그러나 벤허는 자기는 남의 노예로 살다 죽을 운명이 아니기에 하나님이 자신을 살려 놓았다면서 아리우스의 제안을 거부한다. 해적과의 전투 직전 아리우스는 노예들에게 채우는 벤허의 쇠사슬을 풀어준다. 교전이 어지럽게 진행되던 중 해적선이 벤허의 배에 돌진하고, 혼란스러운 와중 벤허는 동료 노예들의 결박을 풀어준다. 상층에서 아리우스는 해적과 싸우다가 바다에 빠지고, 벤허는 이를 보고 뛰어들어 함선 파편 위로 건져낸다. 아리우스는 배가 가라앉는 것을 보고 자결하려 하나 벤허는 그를 막는다.

#### 해전에서의 승리

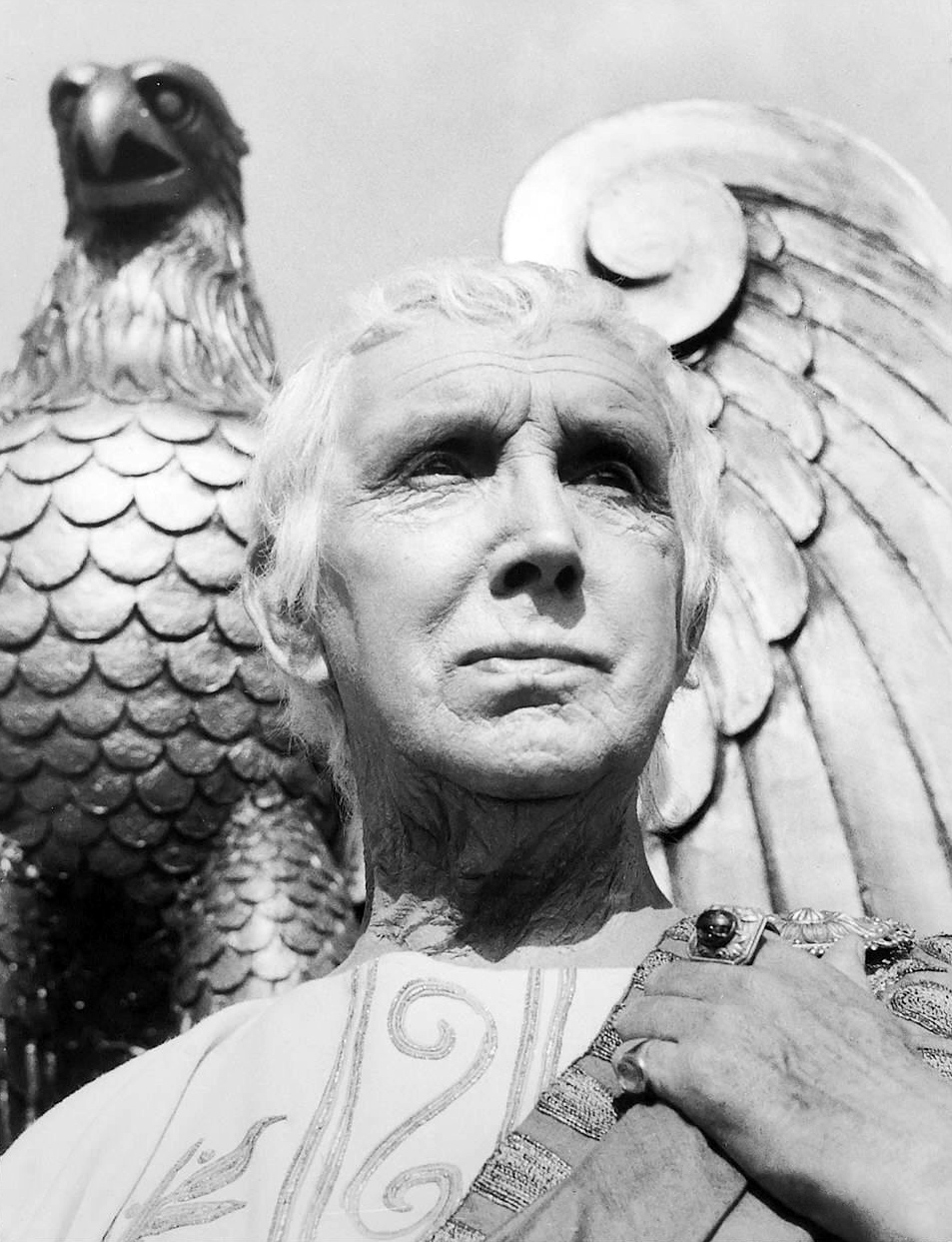
로마 황제 티베리우스로 분한 조지 렐프.

망망대해를 떠가던 중 둘은 로마 선단에 의해 구출되고, 아리우스의 생각과는 달리 로마선단이 해적들을 완벽히 소탕하였음을 알게 되어 아리우스는 벤허에게 생명의 은인으로 감사를 표한다. 로마에서는 아리우스를 맞이하는 환영 퍼레이드가 펼쳐진다. 황제를 알현한 자리에서 아리우스는 벤허가 무고하게 노예가 되었음을 호소하고, 황제는 국가소속 노예인 벤허를 아리우스의 개인 노예로 주인이 변경되도록 하여 벤허의 면천 문제를 즉 벤허가 노비신분에서 벗어나는 문제를 주인인 아리우스의 뜻에 맡긴다. 수 년 간 벤허는 전차수로 여러 번 우승하고 아리우스는 죽은 친아들 대신 벤허를 아들로 입양, 자신의 재산을 합법적으로 상속할 권리를 준다. 일개 노비에서 권세가의 아들로 신분 상승을 하였으나 벤허는 여전히 유대로 돌아가 가족을 구출하겠다는 생각에 가득차 있었다. 벤허는 어느 날 양아버지인 아리우스에게 고향으로 가겠다고 이야기한다. 아리우스는 만류하였으나, 아들의 뜻을 존중하여 고향인 유대로 돌아가도록 보내준다.

### 고향 유대로 돌아가다
유대 땅에 돌아온 벤허는 예루살렘으로 가던 중 아랍족장 일데림(휴 그리피스)과 그의 집에 머무르던 여행자 발타사르(핀레이 큐리)를 만난다. 발타사르는 오래 전 별의 인도를 받아 유대에서 태어난 신성한 아기에게 예물을 바친 사람 중 하나였으며, 이제 성인이 되었을 그를 찾고 있었다. 일데림은 벤허가 뛰어난 전차수임을 알고서 자신의 말을 몰아 로마인들의 코를 납작하게 해 달라고 적극 요청한다. 벤허는 로마인 선수가 메살라임을 알았으나 자기 방식으로 그를 상대할 것이라고 말한다. 일데림은 벤허와 헤어질 때 전차경주에서 많은 사람이 죽어나간다고 의미심장한 말을 띄운다.

### 고향으로 돌아오다
벤허는 황폐해진 집에 돌아왔고 종이었던 시모니데스, 에스더와 재회한다. 시모니데스는 메살라에게 끌려가 심문을 받아 지체장애인이 되었고, 에스더는 그런 아버지를 돌보느라 혼약도 취소했으며, 여전히 벤허를 사랑하고 있었다. 벤허는 메살라를 찾아가 자기가 살아 돌아왔음을 보여주고, 감옥에 갇힌 어머니와 여동생을 자신에게 돌려보낸다면 복수의 맹세를 철회할 것이라고 말한다. 메살라는 두 사람을 석방할 것을 지시하고 부관은 지하감옥으로 가 둘의 생사를 확인한다. 두 사람은 살아 있었으나 나병에 걸려 있었고 전염을 두려워 한 부관과 간수는 이들을 도시 밖으로 추방한다. 둘은 벤허 몰래 에스더와 만나, 벤허가 살아 돌아왔음을 알았다. 그러나 그들은 벤허에게 자신들이 죽었다고 말하라고 부탁한 뒤 한센인 계곡으로 향한다. 에스더는 벤허에게 두 사람이 투옥 중 죽었다고 거짓말을 하였고 벤허는 분노에 차올라 복수의 방법을 물색하고, 전차경주에 참여하기로 결심한다.

### 전차경주
전차경주는 새로 부임한 총독 폰티우스 필라투스(본티오 빌라도)앞에서 거행된다. 메살라는 바퀴에 칼날을 장착한 그리스 전차를 몰고 나와 라이벌 전차를 파괴하는 등 승리를 위해 수단방법을 가리지 않는 모습을 보인다. 그는 벤허와 수위를 다투면서 벤허의 전차를 부수기 위해 전차를 접근시키나, 역으로 자신의 전차 바퀴가 이탈했고 차량은 대파, 말에게 끌려가다가 다른 전차에 깔리면서 치명상을 입는다. 벤허는 우승하고 아랍인과 유대인들의 영웅으로 열광적인 환호를 받는다. 경기 후 벤허는 죽어가는 메살라를 찾아간다. 메살라는 숨이 끊어지는 와중에 벤허에게 어머니와 여동생은 한센인들이 모여사는 계곡에 있으며, 전차경주는 끝나지 않았고 네가 증오할 사람은 아직 많다는 조롱을 하면서 죽음을 맞는다.

### 에스더와의 만남
둘의 거처를 안 벤허는 나환자 계곡으로 찾아가나, 한센인 계곡에서 만난 에스더는 그들을 대면하지 않는 것이 어머니와 여동생이 원하는 바라고 말하면서 만류한다. 벤허는 자신의 가족과 옛 친구를 로마가 망쳤다고 생각하면서 메살라에 대한 증오를 로마 제국에 대한 증오로 바꾼다. 에스더는 벤허가 마치 메살라처럼 변해 버렸으며, 당시 군중을 몰고 다니는 젊은 랍비(예수 그리스도)의 '원수를 사랑하라'는 복음을 듣고 자신과 아버지도 증오에서 풀려났다고 얘기한다. 한편 필라투스는 벤허를 불러 그가 유대 민족에게 숭배받고 있어 로마제국의 지배에 큰 위협이 되고 있다면서 유대 땅을 떠나라고 협박한다. 그러나 벤허는 필라투스에게 자신은 유대인이고 로마인이 아니라고 선언하며, 아리우스가 준 인장을 돌려줌으로써 상속자로서의 지위를 포기한다.

### 예수를 만나시오
다시 벤허와 만난 발타사르는 사람들을 몰고 다니는 젊은 랍비가 자신이 찾던 그 분이고 그의 가르침을 들을 것을 권유하나, 증오에 가득차 있는 벤허는 이를 거부한다. 벤허는 나환자 계곡을 다시 찾아가 어머니와 여동생을 만난다. 그러나 여동생 틸자가 죽어가고 있음을 발견하고, 벤허와 에스더는 미리암과 틸자를 데리고 기적을 행한다는 젊은 율법가에게 그들을 데려간다. 그러나 랍비는 필라투스 앞에서 재판을 받고 있었으며 십자가형을 선고받는다. 십자가를 매고 처형장으로 가는 그를 구경하기 위해 나온 군중들 틈에서 벤허는 율법가가 과거 자신이 죽어갈 때 물을 주던 그 청년이었음을 알게 되며, 쓰러진 그에게 물을 떠다 준다. 예수는 두 명의 강도 사이에서 십자가에 매달려 죽음을 맞는다. 천둥 번개가 치면서 비가 요란히 쏟아지는 중 미리암과 틸자의 나병이 깨끗하게 치료를 받는 기적이 일어난다. 벤허는 예수의 죽음을 옆에서 지켜보았으며 '그의 목소리가 내 손에서 칼을 빼앗아 가는 것을 느꼈다.'라고 고백한다.

## 제작

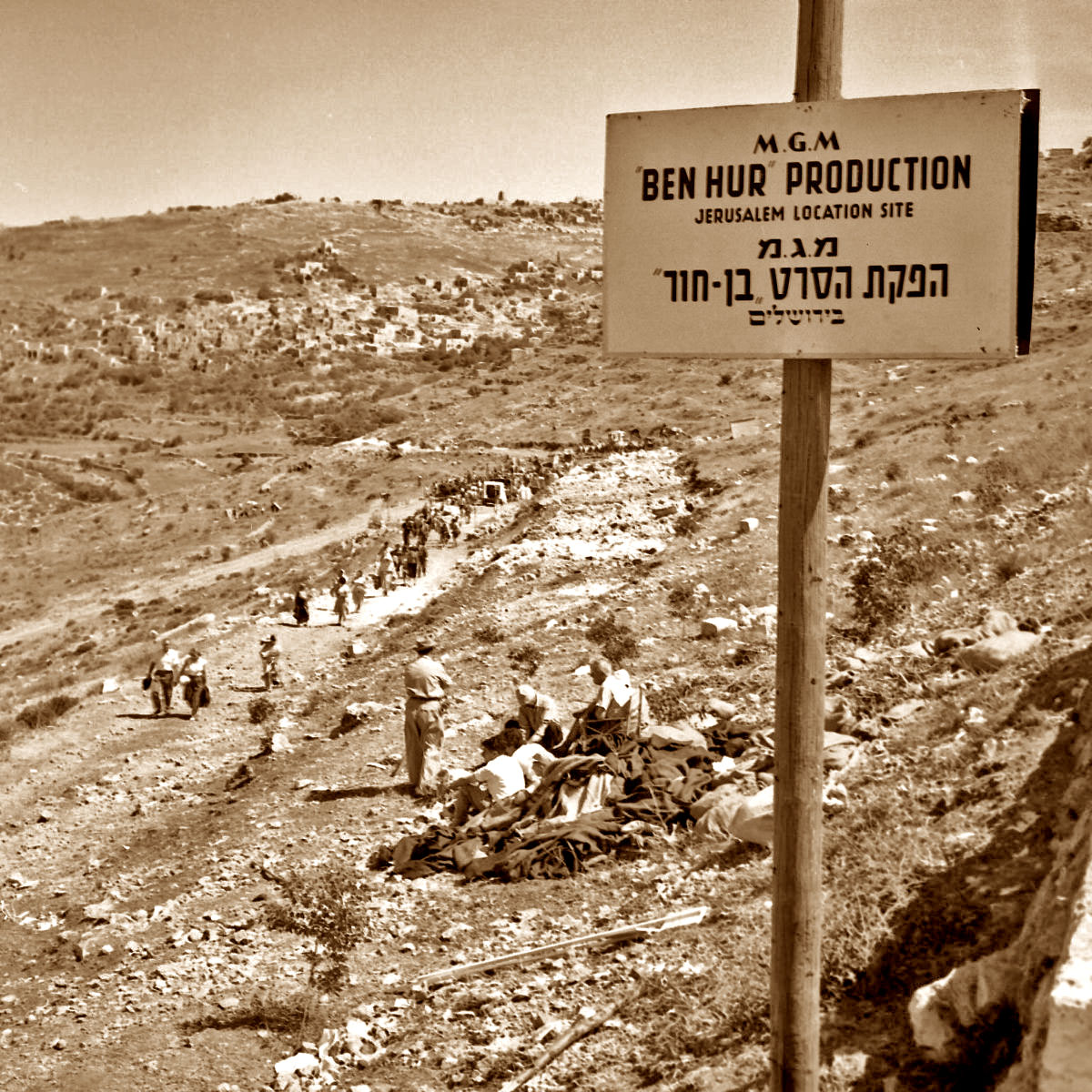
영화 내 예루살렘 장면을 위해 이스라엘 리프타 근방에 설치된 촬영장.

메트로-골드윈-메이어(MGM)는 원래 1952년 12월에 벤허 1925년 무성영화판의 리메이크를 만들 계획을 발표한 적이 있었다. 이 결정의 원인 중에는 MGM이 이탈리아 내 가지고 있던 자산을 소비할 목적도 있었다. 당시 언론상에 스튜어트 그레인저와 로버트 테일러가 신작의 주연배우 자리를 놓고 경쟁중이라는 보도가 떴다. 9개월 후 MGM은 시네마스코프 방식을 사용해서 1954년부터 촬영에 들어간다고 발표했다. 1953년 12월 MGM은 영화 프로듀서에 샘 짐발리스트, 각본 담당에 칼 턴버그를 선정했다고 공표했다. 감독에 시드니 프랭클린, 주연 배우로 말론 브란도가 배정되었다. 짐발리스트는 턴버그의 각본 작업이 끝났다는 발언을 지속적으로 했는데 1955년 9월 "제작은 1956년 4월부터 이스라엘이나 이집트에서 6~7개월 진행될 것이며, 제작비는 700만 달러이고 MGM의 새로운 65 밀리미터 와이드스크린 기술을 사용하여 촬영할 것이다."라고 발표했다. 그러나 MGM은 1956년 초 영화 제작을 연기했다.
1950년대 후반 미국 영화 스튜디오들은 법원 결정에 따라 영화 체인을 포기했고 빠르게 보급되던 가정용 텔레비전이 영화계 수익에 큰 위협자로 떠오르게 된다. MGM도 이러한 환경 변화에 재정상 막대한 타격을 입었다. 이에 스튜디오의 생존을 위해 도박을 해 보자는 분위기가 형성되었고 1956년 파라마운트 픽쳐스가 성경 서사영화 《십계》로 흥행에 성공하자 여기에 자극받은 MGM 스튜디오 수석 조셉 보겔은 1957년 중단했던 벤허 리메이크판 제작을 재개한다고 발표했다. 촬영작업은 1958년 5월에 시작하여 1959년 1월에 끝났고 제작후 작업에 6개월이 걸렸다. 벤허의 당초 소요예산 추계액은 700만 달러였는데 1958년 2월에는 1000만 달러로, 촬영이 개시되었을 때에는 1517만 5천 달러까지 늘어났다. 이 금액은 당시 기준으로 역대 미국 영화 중 가장 큰 규모였다.
영화 초입 로고에 나오는 MGM사 마스코트 '레오 더 라이언'은 와일러의 요청으로 정지화면으로 수정되었다. 와일러는 경건한 주제를 다루는 영화 초입에 사자가 포효하는 것은 분위기상 적절하지 못하다고 생각했기 때문에 이런 주문을 했다.
오랜 시간이 흐른 후 2014년 4월 25일 파라마운트 픽처스와 MGM은 공동작업으로 벤허 리메이크판을 다시 만든다고 발표했으며, 제작에는 미국 텔레비전 미니시리즈 더 바이블을 만든 마크 버넷과 로마 도니가 참가했다. 신판 벤허는 2016년 8월에 미국 개봉 예정이다.

### 개발
루 월리스의 1880년작 소설 《벤허: 그리스도의 이야기》 분량은 장장 550 페이지에 달한다. 짐발리스트는 시나리오 작가 여럿을 고용, 소설 분량을 줄여서 영화에 맞추도록 주문했다. 고어 비달의 증언에 따르면 짐발리스트는 1958년 봄까지 여러 작가가 쓴 최소 12개 이상의 대본을 받았다. 비달 본인은 1957년에 벤허 대본을 써 줄 것을 의뢰 받았으나 거절했었는데 그 대가로 짐발리스트는 얼마 동안 비달의 글을 선정 대상에서 제외시켜 두었다. 비달의 증언에 따르면 칼 턴버그는 대본을 거의 막판에 제출했다고 하나 다른 문헌에서는 턴버그가 훨씬 이전부터 대본 작업에 관여했다고 나온다. 턴버그는 원작에서 예수가 십자가형을 받은 이후를 전부 삭제했으며, 벤허가 죽음을 가장한 뒤 유대인 병력을 모아 로마 제국에 대항하는 부분을 벤허의 어머니와 누이가 나병을 치료받는 것으로 대체했다. 와일러, 비달, 기타 관련자료에 따르면 짐발리스트는 턴버그의 대본을 '밋밋하고' '특징이 없다'라면서 그다지 마음에 들어하지 않았다고 한다.
원래 감독이었던 시드니 프랭클린이 병에 걸려 제작진에서 이탈하면서 각본의 작업방향이 바뀌게 된다. 1957년 짐발리스트는 1925년판에서 조감독으로 활약한 경험이 있는 윌리엄 와일러에게 벤허 프로젝트를 맡아 줄 것을 제안했다. 와일러는 처음에는 감독직을 거절했고 '스토리 각본의 질이 너무 밋밋하고 초보수준이며 삼류 작품이다.'라고 혹평했다. 짐발리스트는 와일러에게 전차경주를 다룬 예비 스토리보드 몇 개를 보여주면서 MGM이 영화제작에 1000만 달러까지 쓸 의향이 있다고 알려줬다. 이를 듣고 와일러는 감독직에 관심을 표시하기 시작했다. MGM은 와일러에게 배우 선정 권한을 줬고 1957년 4월 유수 언론매체들은 와일러가 세세어 다노바 같은 이탈리아 국적 배우들을 대상으로 스크린 테스트를 하고 있다고 보도했다.
와일러는 1957년 9월 전까지는 감독직을 맡겠다는 얘기를 공식석상에서 발설하지 않았고 MGM도 그를 고용한 사실을 1958년 1월 3일까지 공표하지 않았다. 주연이 결정되지 않은 상황이었음에도 와일러는 여러 이유로 감독직을 수락했다. 우선 기본급으로 35만 달러, 박스오피스 총액의 8퍼센트(또는 순수익의 3퍼센트로 당대 계약사상 가장 큰 비율이었다.)를 지급한다는 파격적 조건 때문에, 그리고 두 번째로 와일러 본인이 로마에서 다시 촬영작업을 하고 싶어했기 때문이다.(와일러는 로마에서 1954년 로마의 휴일을 찍은 적이 있다.) 그가 받은 기본급은 당시 기준으로 단일 영화 감독으로는 최고 수준이었다. 프로 감독으로서의 경쟁심리도 감독직 수락에 영향을 미쳤다. 와일러는 훗날 "나는 세실 B. 데밀을 뛰어넘고 싶었고, '뜻있는 사람'의 성서 영화를 만들고 싶었다."라고 말한바 있으며, "유대인이어야 예수를 다룬 좋은 영화를 만들 수 있다."라는 농담을 남기기도 했다.(와일러는 유대계 미국인이었다.)

### 각본

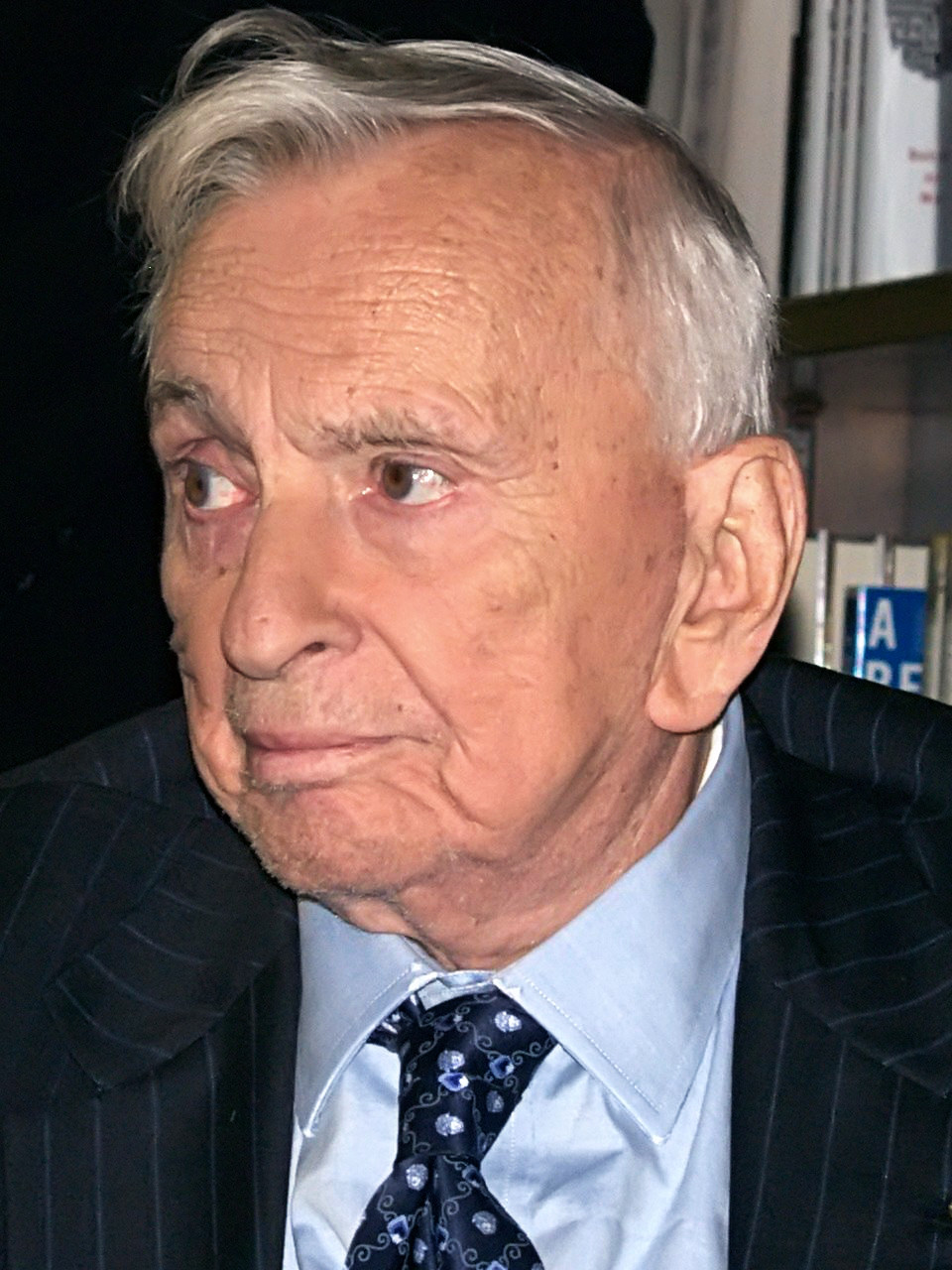
고어 비달

와일러는 턴버그의 원고에 지나치게 현대 서구권의 가치관이 묻어 있고 대화내용도 고대 로마가 아닌 현대 느낌이 난다고 생각했다. 짐발리스트는 원고 작업을 할 사람으로 극작가 새뮤얼 베어먼(《쿠오 바디스》 대본을 쓰기도 했다.)과 맥스웰 앤더슨을 고용했다. 고어 비달의 전기를 쓴 프레드 캐플란에 따르면 영국 시인이자 극작가 크리스토퍼 프라이가 고어 비달과 동시에 각본진으로 고용되었으나, 비달 본인의 증언과 여러 출처에 따르면 앤더슨 이후 비달이 뽑혔으며 비달이 프로젝트를 떠나기 직전에 프라이가 합류했다고 한다. 비달은 1958년 3월 초 로마에 도착하여 와일러를 만났다. 비달은 와일러에게 대본을 읽어 보라고 주문했다. 그의 권유에 와일러는 미국에서 이탈리아로 날아 오는 중 대본을 확인했고 극중 대화가 지나치게 현대풍인 것에 기분 언짢아 했다. 와일러는 고어 비달을 참여 금지 대상에서 풀어 주었다. 그는 비달과 영화 제작 전기간에 걸쳐 함께 일해달라고 요구했으나 비달은 3개월을 계약기간으로 잡았다. 비달은 4세기 로마황제 율리아누스에 관한 책을 연구중이었기에 고대 로마에 대해 폭넓은 지식을 지니고 있었다.
비달이 작업하는 방법은 한 장면을 다 쓴 뒤 짐발리스트와 함께 검토하는 식이었다. 비달과 짐발리스트 둘 다 만족하면 원고를 와일러에게 넘겼다. 비달은 턴버그, 베어만, 앤더슨이 쓴 줄거리 구조는 유지했지만 대화는 거의 전부 새로 썼다. 1959년 3월 비달은 윌리엄 모리스 엔데버 사에 다음과 같은 증언을 했다. "크리스토퍼 프라이가 영화 전반부 내가 추가한 대화 중 3분의 1을 다시 썼다." 다만 비달이 줄거리에 손을 댄 부분이 한 군데 있다. 턴버그의 대본에는 벤허와 메살라가 재회한 뒤 갈라지는 것이 한 장면 안에 들어가 있었다. 비달은 이 부분을 둘로 쪼갰는데, 두 사람은 처음에 안토니아 요새에서 만난 뒤 이후 벤허의 집에서 말싸움을 하고 갈라선다. 비달은 캐릭터에 소소한 소품을 추가했는데 예를 들면 메살라가 틸자를 위해 브로치를 사고 벤허가 메살라에게 말을 선물로 주는 장면 등이었다. 비달은 자신이 대본 전반부(전차경주 전까지의 내용 전부)를 맡았으며 벤허가 메살라에게 체포된 가족을 풀어달라고 간청하는 장면은 대본 10개를 썼다고 회고했다.
고어 비달은 영화에 동성애적인 맥락이 숨어 있다고 주장했고 이는 미국에서 아직도 논쟁의 소재이다. 비달이 이 주장을 처음 한 때는 1995년 다큐멘터리 셀룰로이드 클로지트에서의 인터뷰였다. 그는 자신이 와일러 감독에게 '메살라 역을 맡은 스티븐 보이드가 실연당한 동성애자처럼 연기하게 하라.'라고 주문했다고 증언했다. 비달은 자기 생각에 메살라가 벤허에 대해 품은 분노는 사랑을 고백했다가 거절당한 심리로 설명해야 자연스럽기에 보이드가 메살라 역을 그런 식으로 연기하도록 권고했다고 말했다. 반면 그는 '찰턴 헤스턴에게는 이러한 내막을 알려주지 말 것."이라고 주문했다 한다. 비달이 문제의 부분을 썼는지 혹은 와일러와 정말로 위 대화를 나눴는지, 그리고 와일러가 비달이 주문한 사항을 고려하여 영화를 촬영했는지 등의 여부는 논쟁거리로 남아 있다. 그런데 와일러 감독은 해당 대본 또는 보이드의 연기에 대해 비달과 어떤 대화를 했는지 기억을 못 하겠고 자기는 비달이 아니라 프라이의 원고를 선택했다고 말했다. 그러나 당시 영화 홍보이사였던 모건 허진스는 1958년 5월 말 고어 비달에게 문제의 장면을 다룬 편지를 보냈는데 내용 중 다음과 같이 동성애적 맥락이 엿보이는 문장이 있었다. "...그 커다란 옥수수빵(허진스가 헤스턴을 부른 별칭)이 어제 당신의 '첫 번째 미팅' 장면에 자기 몸을 내던졌어요. 당신은 그 녀석들(boys)이 껴안는 것을 봤어야 했습니다!" 영화평론가 F. X. 피니는 당시 각색가들의 원고를 서로 비교한 결과 와일러의 말과는 달리 비달은 문제의 장면에 의미 있고 광범위한 기여를 했다고 결론 지었다.
각색가 중 가장 늦게 합류한 사람은 크리스토퍼 프라이였다. 찰턴 헤스턴의 증언에 따르면 와일러가 처음 선택한 각색가는 프라이였으나 짐발리스트가 고어 비달을 고용하도록 압박했다고 한다. 프라이가 비달보다 일찍 혹은 늦게 각색작업에 참여했는지는 확실하지 않으나 자료에 따르면 프라이는 1958년 5월 말 로마에 도착했고 영화 전체 대화 내용을 새로 쓰거나 고치면서 영화촬영 작업이 끝날 때까지 주 6일 일했다고 한다. 특히 프라이는 대화를 좀 더 격식있고 고풍스럽게 고쳤는데 그러면서도 부자연스럽거나 중세 분위기가 나지 않도록 했다. 이후 와일러, 턴버그, 비달, 프라이, 미국작가협회(Writers Guild of America, WGA)는 벤허 각본에 대한 작가등급 부여와 관련하여 격렬한 분쟁을 치렀다.
각색 최종본 분량은 230 페이지였으며내용은 1925년 무성영화판 때보다 원작과 더 큰 차이를 보였다. 몇몇 변경점들로 영화의 줄거리가 보다 극적으로 바뀌었다. 루 월리스 원작은 '기독교인의 우월함'을 바탕에 깔고 있었으나 최종본에는 유대인(1948년 이스라엘을 건국한 유대인 집단)에 대한 찬사와 1950년대 미국의 다원주의 성향이 반영되었다.

### 캐스팅
1957년 중순 MGM은 로마에 캐스팅 사무소를 열어 조연 및 엑스트라로 활약할 5만 명을 선정했는데 이 중 대사가 있는 배우는 365명, 그 중에서 비중 있는 역할을 맡은 배우가 45명이었다. 와일러 감독은 배역을 설정할 때 외모나 과거 연기 경력보다는 인물의 성격을 잘 표현할 수 있는 능력에 더 큰 비중을 뒀으며 작중 로마인 역할에는 영국출신 배우를, 유대인 역할에는 미국출신 배우를 의도적으로 구별 배치하여 고대 두 민족 사이의 차이점을 강조하고자 했다. 감독이 영국인을 고대 로마인 연기자로 정한 이유는 미국 관중들이 영국식 말투가 상류층이 쓰는 단어라고 생각하므로 작중 로마인들의 신분인 귀족 및 권력자 설정에 어울린다고 생각했기 때문이다.
주인공 유다 벤허를 맡을 후보로 여러 명이 선정되었는데 이 중 찰턴 헤스턴이 1958년 1월 22일 최종 캐스팅 되었다. 그는 촬영기간에 해당되는 30주 동안 총 25만 달러의 급여를 받았다. 버트 랭커스터는 대본이 지루하다 여기고 기독교적 색채를 싫어했기 때문에 제안을 거절했다. 폴 뉴먼은 이전에 찍은 영화에서 토가에 대해 안좋은 기억이 있어 배역을 거부했다. 이외에도 말론 브란도, 록 허드슨, 제프리 혼, 레슬리 닐슨이 주인공 역할 제안을 받았다. 커크 더글러스는 본인이 능동적으로 벤허 역할을 맡기 원했으나 헤스턴에게 밀렸다.
작중 메인 악역으로 등장하는 메살라 역할에는 스티븐 보이드가 1958년 4월 13일 캐스팅 되었다. 원래 와일러 감독은 헤스턴에게 메살라를 맡기고 싶어했으나 그를 주연으로 발탁한 뒤 보이드를 대체인물로 넣었다. 헤스턴과 보이드 둘 다 벽안(碧眼)이었기에 감독은 보이드에게 갈색 콘택트 렌즈를 착용시켜 둘을 대비시키는 효과를 냈다. 벤허의 어머니 미리암 역으로 최초 마리 네이가 선정되었다가 촬영에 들어간 지 이틀 만에 해고되었는데, 그 이유는 네이가 필요한 순간에 우는 연기를 제대로 소화하지 못했기 때문이다. 찰턴 헤스턴은 그녀를 대체할 인물로 마사 스콧을 감독에게 추천했고 스콧은 1958년 7월 17일 역할을 배정 받았다. 캐시 오도넬은 와일러 감독의 사촌 여동생으로 커리어가 하락세에 있었음에도 티르자 역에 낙점되었다.
에스더 역에는 30명이 넘는 여배우가 후보에 올랐는데 이 중 당시영화계에서 신예 축에 드는 이스라엘 출신 하야 해러릿이 무성(無聲) 스크린 테스트를 거쳐 1958년 5월 16일 캐스팅 되었다. 와일러 감독은 해러릿을 칸 영화제에서 만난 적이 있었고 거기에서 그녀가 보여준 화술과 인품이 캐스팅의 원동력이 되었다. 샘 자페는 1958년 4월 3일 시모니데스 역을, 같은 날 핀레이 큐리에는 발타사르 역을 맡았다. 아리우스 역에 캐스팅 된 잭 호킨스는 1년 전 개봉된 《콰이 강의 다리》를 찍은 후 같은 서사 영화에 연속으로 출연하고 싶어하지 않았기에 감독이 그를 설득해야만 했다. 2차 대전 이후 일링 스튜디오의 코미디물로 많은 찬사를 받은 휴 그리피스가 아랍족장 일데림 역을 맡았다. 예수의 역할에는 미국 오페라 가수 클로드 히터(제작진 목록에는 나오지 않는다.)가 낙점되었는데 그는 스크린 테스트 당시 빈 국립 오페라 극장 소속으로 로마에서 활동중이었다.

### 촬영
1950년대 여러 초흥행작들을 만든바 있는 로버트 서티스가 수석 촬영기사로 고용되었다. 영화 제작 초기 짐발리스트와 MGM 중역들은 촬영에 와이드스크린 방식을 적용하기로 결정했다. 와일러 감독은 이 결정에 크게 반발하면서 이렇게 얘기했다. "모든 것이 화면 안에 들어가면, 당신은 거기를 채울 수 없다. 당신은 빈 공간을 바라보거나, 또는 주연들의 연기보다는 그들 주변에 영화 장면과 관계 없는 사람 둘이 잡담을 하고 그 주변에 군중이 와글거리는 장면을 볼 것이다. 당신 눈은 호기심 없이 그저 화면 여기저기를 왔다갔다 할 뿐이다." 촬영 카메라들은 거대하고 무거워서 움직이기 어렵고 이동시간이 많이 걸렸다. 이런 난제를 극복하기 위해 서티스와 와일러는 와이드스크린 렌즈, 원본 필름, 영사 기술을 사용하는 데 협조하여 아주 정교한 화상을 만들어 냈다. 와일러는 배우, 소품, 구조물을 수평 및 3차원적으로 배열하는 기술에 일가견이 있었다. 그는 롱테이크 기법을 매우 선호했는데, 배경을 정교히 배치하고 거기에서 배우들이 연기하는 장면을 긴 컷 속에 담았다.
벤허 영화는 MGM 카메라 65 프로세스로 촬영되었다. 최초로 이 과정을 사용하여 만든 MGM 영화는 1957년작 《레인트리 카운티》였다. MGM 카메라 65는 특수 65밀리미터 이스트맨컬러 필름통을 써서 2.76:1 영상비를 만들어냈다. 미첼 카메라 컴퍼니는 MGM의 시방서에 맞춰 70밀리미터 아나모픽 카메라 렌즈를 개발했다. 이 렌즈들은 영상을 1.25배 축소하여 필름의 영상 영역에 맞춰 줬다. 영화 필름은 개별 극장의 조건에 맞출 수 있었기 때문에 영화관들은 고가의 70밀리미터 프로젝션 장비를 살 필요는 없었다. 70밀리미터 렌즈의 개별 가격은 10만 달러였고 프로덕션은 이 렌즈 여섯 개를 촬영을 위해 로마로 운반했다.

### 기본촬영 작업
나는 그리스도의 모습을 표현할 방법을 찾기 위해 잠못이루는 나날을 보냈다. 이 땅에 살았던 사람들 중 가장 유명한 인간의 일생 속 사건들을 지난 2천년 동안 위대한 화가들은 두려움을 느끼면서 화폭에 담았을 것이다. 모든 이들은 이미 예수에 대해 자신들만의 관념을 갖고 있다. 나는 경건함을 원했지만 또한 현실적이고 싶었다. 십자가형은 피투성이에 역겹고 무서운 것이므로 사람이 자애로운 표정을 지으면서 형을 받지는 않는다. 나는 그 모습을 표현해야 했다. 그러면서도 누구에게도 욕을 먹지 않아야 한다는 것에 도전욕구가 일어났다.

1957년 10월 치네치타 스튜디오에서 사전 제작이 개시됐다. MGM 미술분과는 영화에 필요한 의상·세트·소품·기타 물품의 스케치 및 그림을 1만 5천 개 넘게 만들었으며(이 중 의상 그림만 8천 개 정도였음) 이들을 복사해서 상호 참조, 목록화하여 디자인 팀과 제작자들이 이용할 수 있게 했다. 최종적으로 100만 개 이상 소품이 제작되었다. 퀸투스 아리우스의 로마 개선식 장면과 해전 장면에 쓰인 미니어쳐 제작은 1957년 11월 말까지 진행되었다. MGM 로케이션 스카우트는 촬영에 적합한 장소를 물색할 목적으로 1957년 8월 로마에 도착했다. 아프리카 촬영에 대해 적극적으로 논의가 이루어졌는데 1958년 1월 중순 MGM은 북아프리카 로케 촬영(이후 구체적 장소는 리비아로 드러났다.)을 1958년 3월 1일 개시한다고 공표했다. 현지촬영에 쓰일 낙타 200마리와 말 2500마리 구입도 완료되었다. 이 기간 로마에서는 전차경주에 출연할 말 72마리를 훈련시키고, 리비아 촬영 뒤 제작진은 4월 1일 로마로 이동하여 제2 제작진 감독 앤드류 마튼과 합류할 계획이었다. 그러나 리비아 정부는 종교적 이유로 촬영 일 주일 전인 1958년 3월 11일 촬영허가를 취소했다. 별도의 제2 제작진이 이스라엘에서 촬영작업을 했는지 여부는 확실하지 않은데 1958년 6월 8일 뉴욕 타임스는 다음과 같이 보도했다. "제2 제작진 감독 앤드류 마튼은 나라 여기저기를 돌아다니면서 촬영작업을 했다." 그러나 미국 영화 연구소는 이스라엘에서도 리비아와 같은 종교적 이유로 촬영 허가가 나오지 않았으며(허가 취소 시기는 명시하지 않았다.) 당초 계획했던 예루살렘 근처 촬영은 이루어지지 않았다고 주장했다.
기초 촬영작업은 1958년 5월 18일 로마에서 시작되었다. 촬영이 개시될 시점에도 대본작업은 아직 완료되지 않아서 와일러 감독은 대본의 첫 10~12 페이지만 읽은 상태였다. 촬영은 주당 6일, 하루 12~14시간의 강행군으로 진행됐다. 매주 일요일마다 와일러는 프라이, 짐발리스트와 만나 영화 줄거리에 대해 회의를 가졌다. 촬영 일정이 매우 고되었기 때문에 영화사는 의사를 배치하여 원하는 배우에게 비타민 B 복합체 주사를 해 주었다.(그런데 훗날 와일러 본인과 가족은 이 주사 내용물에 암페타민이 섞여 있었다고 주장했다.) 와일러는 작업속도를 높이기 위해 종종 주연급 배우들을 복장과 메이크업을 완비한 상태로 상시대기 시켜서 1진이 지치면 픽업 장면을 찍을 수 있게 했다. 여배우 마사 스콧과 캐시 오도넬은 1958년 11월 거의 전 기간 동안 나병환자 분장을 하고 있었다. 이들은 다른 배우들이 연기가 시원찮을 경우 투입되어 '나병환자 신' 촬영을 했다. 와일러는 헤스턴의 유다 벤허 연기가 그다지 훌륭하지 않다고 생각했는데 예를 들어 "나는 유대인이다." 부분은 16번 재촬영 해야 했다. 촬영 기간은 총 9개월이었고 이 중 전차경주 촬영에만 3개월이 걸렸다. 기초 촬영은 1959년 1월 7일 끝났다. 가장 마지막 촬영분은 십자가형 장면으로 4일에 걸쳐 작업했다.

### 제작 설계
MGM이 영화 제작장소로 최종 결정한 곳은 이탈리아였으나 프랑스, 멕시코, 스페인, 영국 등도 고려 대상에 올랐다. 치네치타 스튜디오(1937년 로마 교외에 설치된 초대형 영화제작 시설)가 일찌기 주촬영 장소로 선정되었다. 짐발리스트는 와일러를 도와 제작과정을 통제할 장기 제작관리자로 헨리 헤닉슨을 뽑았으며 영화 전체 외관을 만들 미술감독으로 윌리엄 호닝과 에드워드 카파그노를 뽑았다. 호닝과 카파그노는 로마시대를 시각적으로 영화 속에서 재현하는 데 필요한 자료를 5년 넘게 연구하여 확보한 상황이었다. 1956년 여름 치네치타에 사운드 스테이지와 백로트를 설치하기 위해 스튜디오 핵심 기술요원들이 도착했다.

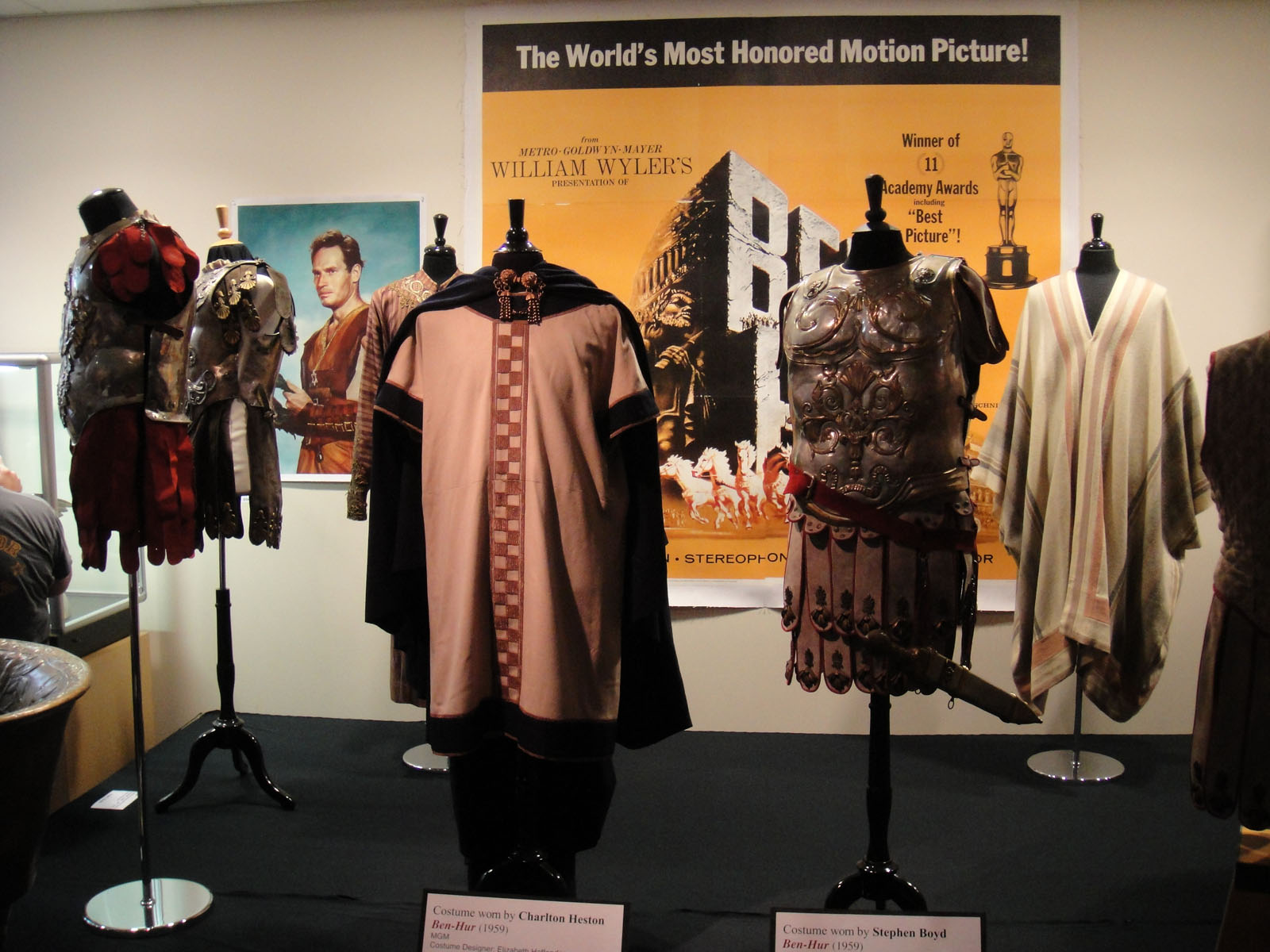
벤허에 사용된 의상들.

벤허 프로덕션은 60 헥타르 부지에 흩어져 있는 300개 세트와 9개 사운드 스테이지를 활용했다. 1951년 《쿠오 바디스》 제작 후 남아 있던 여러 세트는 재단장하여 벤허 촬영에 이용했다. 제작이 종료될 때까지 45만 킬로그램 이상의 회반죽, 1100 입방미터의 목재가 사용되었다. 프로덕션 예산 항목에 10만 개 이상의 의상과 1000개 이상의 무기, 엑스트라 1만 명을 편성했으며 수백 마리에 이르는 낙타, 당나귀, 말, 양을 구입했다. 의상 디자이너 엘리자베스 해펜던은 의상제작자 100명을 감독했으며 이들은 촬영개시 1년 전부터 작업을 하였다. 태국에서 특제 생사를 수입했고 서독에서 무기를 제작했고 영국 및 남아메리카 여러 나라에서 모직물을 제작하고 거기에 수 놓는 작업이 진행되었다. 다수 가죽제품은 영국에서 수작업으로 만들었으며 이탈리아 제화공들은 부츠와 신발을 제작했다. 옷에 달 레이스는 프랑스에서, 의상용 보석은 스위스에서 구입했다. 이탈리아 피에몬테 지역에 거주하는 여성들이 가발과 구레나룻에 필요한 모발 180 킬로그램 이상을 기부했다. 카메라 돌리 설치에 필요한 300미터 길이의 트랙도 설치되었다. 200명의 예술가와 작업자로 구성한 워크숍에서 영화에 필요한 프리즈와 조각상들을 만들었다. 로마에서 64 킬로미터 떨어진 산촌 아르치나초로마노에서 나사렛 마을 촬영이 진행됐다. 안치오 근처 해변도 촬영 무대로 썼으며 도심 바로 남쪽 동굴에서 나환자 계곡 촬영을 했다. 일부 사막 전경은 애리조나에서, 몇몇 근접 삽입장면은 MGM 스튜디오에서 찍었는데 마지막 촬영은 1958년 2월 3일 있었다.

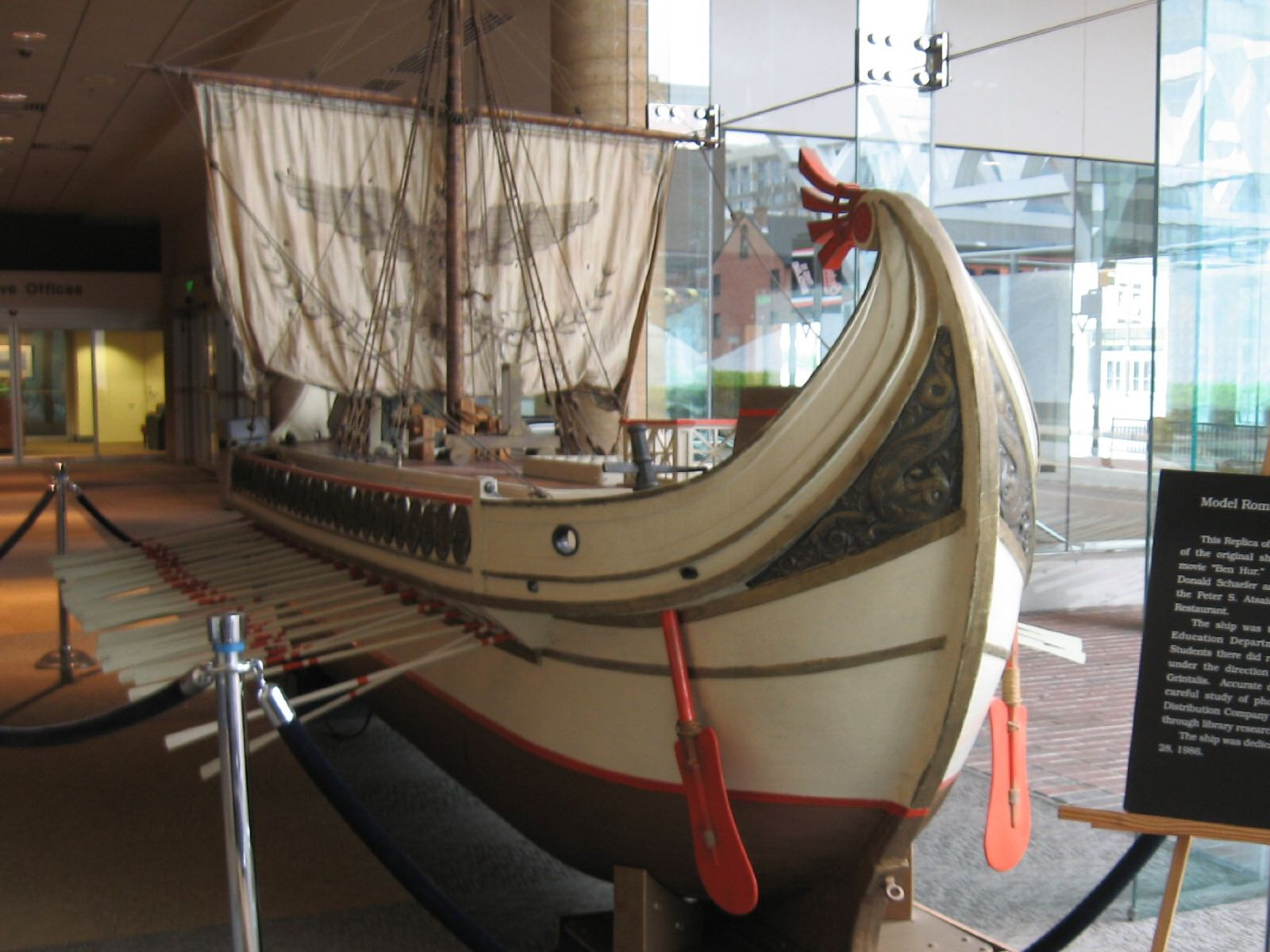
1959년판 벤허 전투장면에 쓰인 삼단군선의 미니어쳐.

해전 장면은 영화촬영 초반부에 만들어졌는데 1957년 11월 ~ 12월에 걸쳐 캘리포니아주 컬버시티 MGM 스튜디오 내 야외촬영 부지에 해전 무대 연출용으로 거대 물탱크를 설치했다. 선박 미니어처 40개 이상을 만들었고 실제 전투 장면 연출을 위해 길이 53미터에 항해 가능한 로마 갤리선 수 척을 제작했다. 갤리선 제작에는 이탈리아 박물관에서 찾아낸 실제 고대 로마 갤리선의 설계도를 참고했다. 치네치타 스튜디오에 인공 호수를 만들고 여기에 바다에 치는 것과 비슷한 크기의 파도를 만드는 시설을 설치, 갤리선이 들썩이는 효과를 냈다. 폭 61미터에 높이 15미터의 거대한 배경판을 만들어 촬영장 뒤편의 도심지와 언덕이 보이지 않게 했다. 더닝은 전투 장면의 잔혹함을 강조하기 위해 수족을 잃은 이탈리아 엑스트라들을 모집한 뒤 가짜 뼈와 혈액으로 분장시켜 마치 전투 중 수족이 절단된 것처럼 보이게 했다. 이후 더닝은 자신이 찍은 장면들을 편집할 때 관객들이 불쾌해 할 소지가 있으므로 이들이 화면상에 오래 보이지 않도록 했다. 갑판 위 전투 장면은 프로세스 숏, 트레블링 마테 기법을 써서 미니어쳐 작업분과 합쳤다.
퀸투스 아리우스의 별장 세트는 매우 호화로웠는데 인공폭포 45개와 14.3 킬로미터 길이의 파이프가 설치되었다. 별장 신에 나오는 부유한 로마 시민과 귀족들 역은 고대인 연기를 하고 싶어하는 사람들을 썼다. 고대 예루살렘 시가지를 재창조하기 위해 1.3 제곱킬로미터 면적의 거대한 세트를 지었는데 여기에는 23미터 높이의 욥바 문도 있었다. 세트장은 매우 커서 시각적으로 흥미로웠기에 관광객들이 많이 다녀갔으며 여러 스타도 영화제작중 여기를 찾았다. 이 거대 세트는 당시 로마 외곽에서 보일 정도였고 MGM의 집계에 따르면 관광객 5000명 이상이 세트를 방문했다.
세트 해체에는 12만 5천달러가 들었다. 영화제작 장비 거의 대부분은 이탈리아 정부에 반환하였고 이후 이탈리아 정부는 이들을 매각하거나 수출했다. MGM은 인공 호수 소유권을 치네치타에 넘겼는데 의상 일체와 인공호수 배경판에 대한 소유권은 그대로 유지했으며 미국으로 가져갔다. 전차 역시 미국으로 가져갔으며 이후 홍보용 소도구로 사용하였다. 실물크기 갤리선과 해적선은 경쟁사 스튜디오들이 쓰지 못하도록 해체했다. 출연한 말 중 일부는 훈련에 참가한 사람들이 입양했고 나머지는 팔렸다. 낙타, 당나귀 및 기타 희귀 동물들은 유럽 내 서커스나 동물원에 매각되었다.

### 편집
촬영한 필름의 총 길이는 34만 미터였다. 편집자 존 더닝에 따르면 영화 최초 컷 길이는 4시간 30분이었다. 윌리엄 와일러는 당시 자신의 목표는 이 길이를 3시간 30분으로 줄이는 것이었다고 회고했다. 더닝은 편집 중 가장 힘든 부분이 예수 그리스도가 등장하는 장면들이었는데 이는 이 장면들에 대사가 거의 없고 대부분이 배우들의 순수 리엑션만으로 이루어져 있었기 때문이었다고 밝혔다. 또한 더닝은 최종 컷에서 나환자가 나오는 장면이 너무 길어서 잘라내야 한다고 생각했다. 계속 찍혀 나오는 70 밀리미터 필름을 편집하는 작업 역시 복잡했다. 당시에는 모비올라같이 70 밀리미터를 다룰 수 있는 영사장치가 없었기 때문에 이를 35 밀리미터 크기로 줄인 뒤 잘라냈다. 그 결과 영상 중 상당부분이 없어졌다. 영화 편집 결과 상영시간은 213분으로 줄어들었으며 원래 필름 길이 34만 미터 중 5800 미터만 남았다. 그럼에도 이 분량은 당시 역대 개봉작 중 《바람과 함께 사라지다》와 《십계》에 이어 세 번째로 길었다.

### 음악
MGM의 서사영화 대부분을 맡아 온 로저 미클로시가 벤허의 배경음악 작곡 및 연주를 맡았다. 다만 짐발리스트는 예전에 윌리엄 월튼 경에게 작곡을 위탁, 곡 하나를 따로 받아 놓았다. 로저는 당시 그리스·로마 음악을 연구하여 고풍스러우면서도 현대적인 색채가 섞인 곡을 만들어 내려 했다. 로저는 12개 녹음 세션(72시간 걸렸다.) 동안 100인조 MGM 심포니 오케스트라를 직접 지휘하였다. 사운드트랙은 6채널 스테레오로 녹음되었다. 영화에 쓸 부분은 세 시간 이상 분량을 녹음했으며 최종적으로 두 시간 반 분량이 나왔다. 이는 (2001년 기준) 활동영상용으로 만든 음악으로는 가장 긴 양이다.
로저는 벤허 사운드트랙으로 본인의 세 번째 아카데미상을 받았다. 2001년 기준으로 벤허 사운드트랙은 고대, 중세 서사영화에 쓰인 음악으로는 유일하게 오스카상을 탄 사례이다. 여타 영화처럼 벤허 역시 별도 음반으로 사운드트랙이 발매되었다. 재생시간이 너무 길어서 1959년 판은 LP 레코드 세 장으로 나눠 출시했다. 한편 카를로 사비나의 지휘 하에 로마 심포니 오케스트라가 연주한 LP 한 장 분량 버전도 출시되었다. 덤으로 보다 '듣기 좋은' 앨범을 만든다는 취지로 로저는 원곡을 어레인지 하여 '벤허 스위트' 이름으로 내놓았고 라이온 레코드(저가 음반을 발매하는 MGM 자회사)가 출시했다. 이로써 벤허 영화음악은 당대 기준으로 음악을 전체 외에 개별 앨범으로도 발매한 최초 사례가 되었다.
벤허 배경음악은 로저 커리어 중 최고 역작으로 인정받는다. 존 윌리엄스가 조스, 스타워즈, 레이더스 등의 배경음악을 만들면서 유행을 바꾼 1970년대 중반까지 벤허는 영화음악의 흐름에 큰 영향을 미쳤다. 로저의 작품은 이후 여러 번 재발매되었다. 1967년 캐피틀 레코드 사가 뉘른베르크 심포니 오케스트라 연주 버전을 내놓았고 1977년 데카 레코드 사는 원작 음반 중 일부 곡을 선별하여 영국 내셔널 필하모닉 오케스트라 버전을 출시했다. 1991년 소니뮤직은 콤팩트 디스크 두 장 분량으로 재발매했다. 2012년 필름 스코어 먼슬리와 워터타워 뮤직은 CD 5장 분량의 한정판을 발매했다.

## 전차경주 신

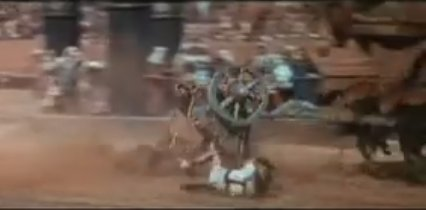
경주 중 전차가 부서지는 장면.

앤드류 마튼과 야키마 카누트가 영화 후반부 전차경주 장면 제작을 지휘했는데 둘 다 이전부터 타 작품에서 제2 제작진 감독 역할을 자주 맡은 경력자였다. 둘은 각자 휘하에 조감독 한 명씩을 거느렸는데 이들은 추가 장면을 찍는 일을 맡았다. 제2 제작진에는 세르조 레오네가 있었는데 그는 선임 조감독 직분이었으며 재촬영 작업을 맡았다. 와일러 감독은 경주 전 도열 예식 장면, 환호하는 군중들, 벤허의 전차가 결승선을 통과했을 때의 경기장 모습 등을 촬영했다. 도열 장면은 1925년 무성영화 버전의 같은 부분을 한 장면 한 장면별로 리메이크한 것이다. 와일러는 전차경기가 대부분 중간 거리 및 근거리 시점으로 진행되기 때문에 관객들이 경기장의 웅장함을 실감할 수 있도록 원거리에서의 전차수 행진 장면을 삽입했다.(다만 도열 예식은 고증상 정확한 재현은 아니었다.)

### 촬영장 디자인
전차 경주장은 실존했던 예루살렘 키르쿠스를 본따 만들었다. 촬영장 부지 면적은 7만 3천 제곱미터(7.3 헥타르)로 촬영 당시 역대 어느 영화보다도 넓었다. 건축비에 100만 달러가 소요되었으며 석수 1000명이 1년에 걸쳐 석조 구조물을 만들었다. 경기장의 트랙 길이는 460 미터였고 관람석은 5층 높이로 제작했다. 관람석을 세우는 데에 대략 400 킬로미터 길이의 철강 튜브를 썼다. 5층 이상 관람석과 배경의 산은 마테 페인팅 기법을 이용하여 실제처럼 눈속임 처리했다. 지중해 해변에서 3만 6천 톤에 이르는 모래를 공수하여 트랙에 깔았다. 이외에 트랙 중간의 3미터 높이 스피나(차단대), 메타이(스피나 양단 끝에 세운 기둥 모양 구조물), 돌고래 모양의 주행 계수기, 카르케레스(경주트랙 외곽에 설치한 전차수 대기 장소) 등은 고대 로마 전차경주장의 고증을 충실히 따랐다. 스피나에 세운 인간 형태 조각상 네 개의 높이는 각각 9.1 미터였다. 경주장 바로 옆 부지에는 같은 규모의 트랙을 만들었는데 여기에서 말들을 훈련시키고 카메라 촬영물을 정렬했다.

### 준비

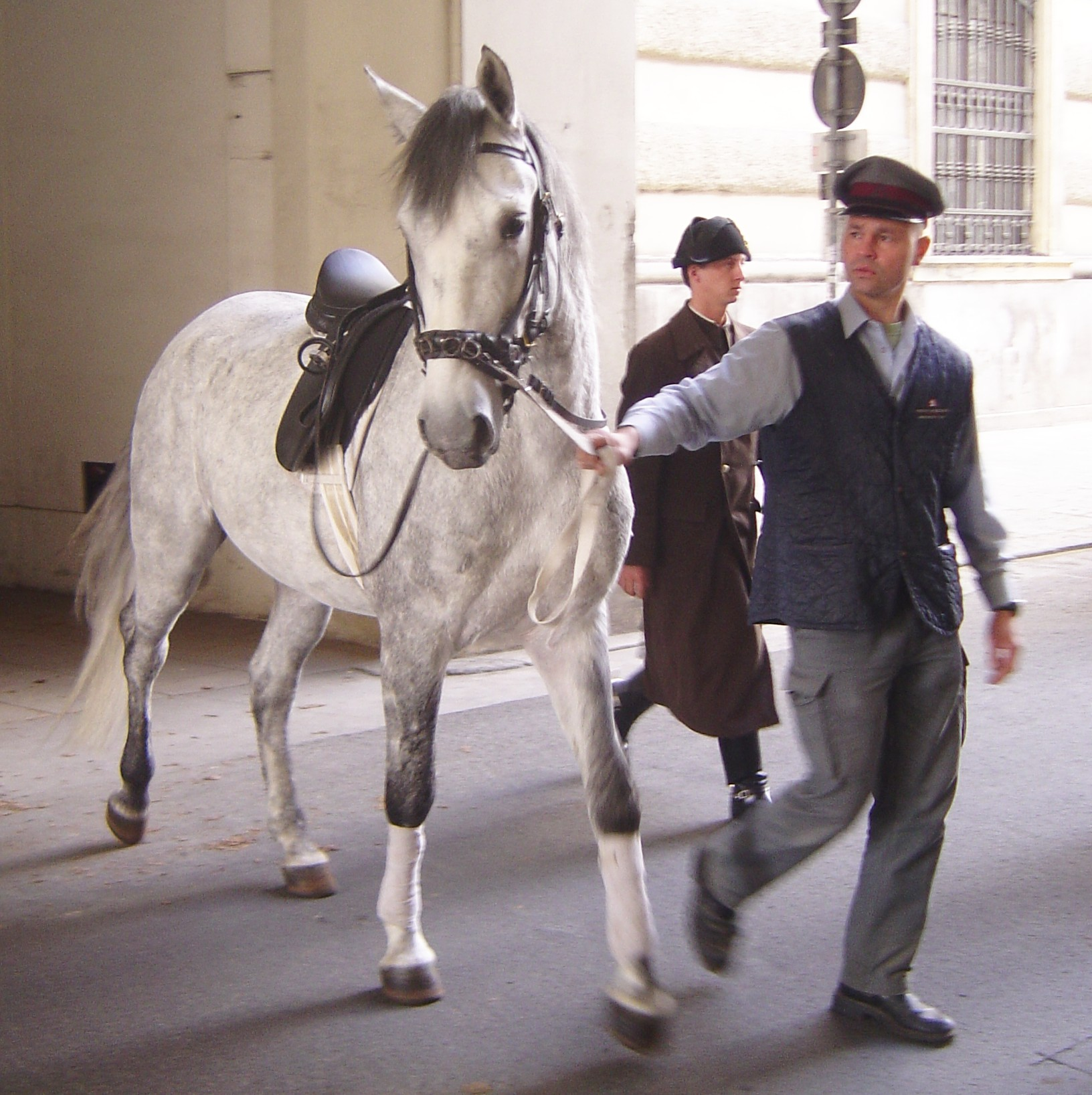
리피잔 말. 벤허에서 전차경주에 출연한 말과 같은 종이다. 비엔나에서 촬영.

전차경주 기획에 거의 일 년이 걸렸다. 1957년 11월 유고슬라비아와 시칠리아에서 78마리의 말을 수입해 왔다. 할리우드 동물 관리자 글렌 랜들은 이 말들을 영화 속 '쿼드리가'(네 마리 말이 끄는 이륜전차) 연기를 제대로 수행하도록 훈련시켰다. 안달루시안 말이 작중 아랍종을 연기했으며 나머지 말들은 리피잔 종이었다. 수의사 한 명, 마구사(馬具師) 한 명, 마부 20명을 고용하여 말을 관리하고 경주장면에 적합한 상태로 훈련시키는 임무를 맡겼다. 다네시 브라더스 기업은 쿼드리가 전차 18대를 만들었는데 이 중 9대는 연습용이었고 개당 무게는 약 410 킬로그램이었다. 본편 촬영 전 주연, 대역, 스턴트 배우들은 경주 세트장에서 연습주행을 100바퀴 돌았다.
헤스턴과 보이드 둘 다 전차를 모는 법을 배워야 했다. 헤스턴은 말을 타 본 경험이 있어서 로마에 온 후 하루 세 시간씩 전차몰기 연습을 한 결과 실력이 빠르게 늘었다. 헤스턴은 주행 중 튀는 돌과 모래에 눈을 다치지 않도록 특수 콘택트 렌즈를 착용했다. 할리우드에서 말타기에 능숙한 배우 여섯을 데려왔으며 이들은 벤허와 메살라 외 전차수를 연기하였다. 이들 중에는 비토리오 에마누엘레 3세의 경호원을 한 적이 있는 주세페 토시도 있었다.

### 촬영
전차경주 신 촬영은 3개월 동안 이어졌고 이 기간 실제 소요된 촬영시간은 5주였다. 비용은 100만 달러가 들었고 촬영 종료까지 말들이 달린 거리는 총 320 킬로미터였다. 마튼과 카누트는 전차경주 장면 전체를 원거리에서 스턴트 대역을 써서 찍은 뒤 이를 짐발리스트, 와일러, 헤스턴에게 보여주었다. 이는 경주 장면이 사람들에게 어떻게 보일까를 검토하고, 어느 부분에서 헤스턴과 보이드가 근거리 촬영 장면을 직접 찍어야 하는지를 결정하기 위함이었다. 관중석에서 환호하는 관객을 연기할 엑스트라로 7000명을 모집했으나 당시 이탈리아는 경제 상황이 좋지 못했기에 엑스트라 수요 인원은 일당 1500명으로 삭감되었다. 6월 6일 3000명이 넘는 현지인이 엑스트라로 자원하였으나 거부당했다. 이들은 촬영장에 돌을 던지고 진입을 시도하는 등 폭동을 일으켰으나 경찰이 진압하였다. 메살라 전차바퀴에 장착된 칼날에 라이벌 차륜과 차축이 박살나는 장면에는 다이너마이트가 사용되었다. 경주장 주요 장소에 인체 모형을 설치하여 마치 사람이 치이는 것처럼 보이게 했다.
경주 중 사용된 카메라들 역시 문제점을 드러냈다. 70밀리미터 렌즈의 최소 초점거리는 15미터로, 카메라맨이 전차 앞에 계속 자리를 잡을 수 있도록 카메라를 소형 이탈리아제 자동차에 설치했다. 그러나 말들은 460미터 길이 트랙을 자동차보다 훨씬 빠르게 가속하여 달렸기 때문에 긴 초점거리로는 마튼과 카누트가 사진을 찍을 시간이 너무 부족했다. 프로덕션은 보다 빠른 미국산 자동차를 구입했으나 여전히 말들은 더 빨랐다. 말보다 먼저 출발하는 수를 둬도 촬영할 수 있는 시간은 고작 몇 초 더 늘어날 뿐이었다. 촬영이 진행되면서 시행착오 누적량은 엄청났는데 찍은 분량 대 실제 영화에 삽입된 부분의 비율은 263대 1이었다. 이는 당시 기준으로 역대 영화 중에서 최고 수준으로 높은 비율이었다.
전차주행 촬영 중 최악의 순간은 야키마 카누트의 아들이자 스턴트맨인 조 카누트가 목숨을 잃을 뻔한 사건이었다. 그는 사고 당시 하늘로 몸이 솟구쳐 올랐으며 다행히 턱에 경상을 입은 수준으로 끝났다. 마튼은 해당 영상을 보존하기 원했으나 짐발리스트는 이를 사용하기 원치 않았다. 마튼은 묘안을 내었는데, 해당 부분에 벤허가 낙마하지 않고 몸을 추스른 뒤 다시 쿼드리가에 올라타는 장면을 삽입하는 것이었다. 결국 카누트가 사고를 당하는 부분을 잘라낸 뒤 거기에 헤스턴의 근접촬영 연기를 넣었고 이 부분은 전차경주 신의 박진감을 더해 주는 장면으로 거듭났다. 스티븐 보이드는 스턴트 장면 두 군데 연기를 거의 혼자서 했다. 전차가 파괴되어 말고삐를 잡은 채로 바닥에 끌려가다가 다른 전차에 깔리는 장면에서 보이드는 의상 밑에 철제 보호장구를 겹쳐 입어 부상을 방지했다. 이 장면에서 메살라가 말에 밟히는 부분은 마네킹을 사용했다.
전차경주 장면을 다룬 도시전설이 여럿 있는데, 그 중 하나가 노셔 파월이 자서전에서 언급한 적이 있는 "경주 촬영 중 스턴트맨 하나가 죽었다."라는 소문이다. 다른 것으로는 전차경주 중 빨간색 페라리가 화면에 보인다는 것이 있는데 《영화 속 실수》(Movie Mistakes)라는 책에서는 이를 헛소문이라고 주장했다. 경주 중 헤스턴이 손목시계를 차고 있다는 루머도 나왔는데 헤스턴은 영화 DVD 해설 트랙에서 여기에 대해 자신은 당시 팔꿈치까지 닿는 가죽팔찌를 차고 있었다고 말했다.

## 개봉

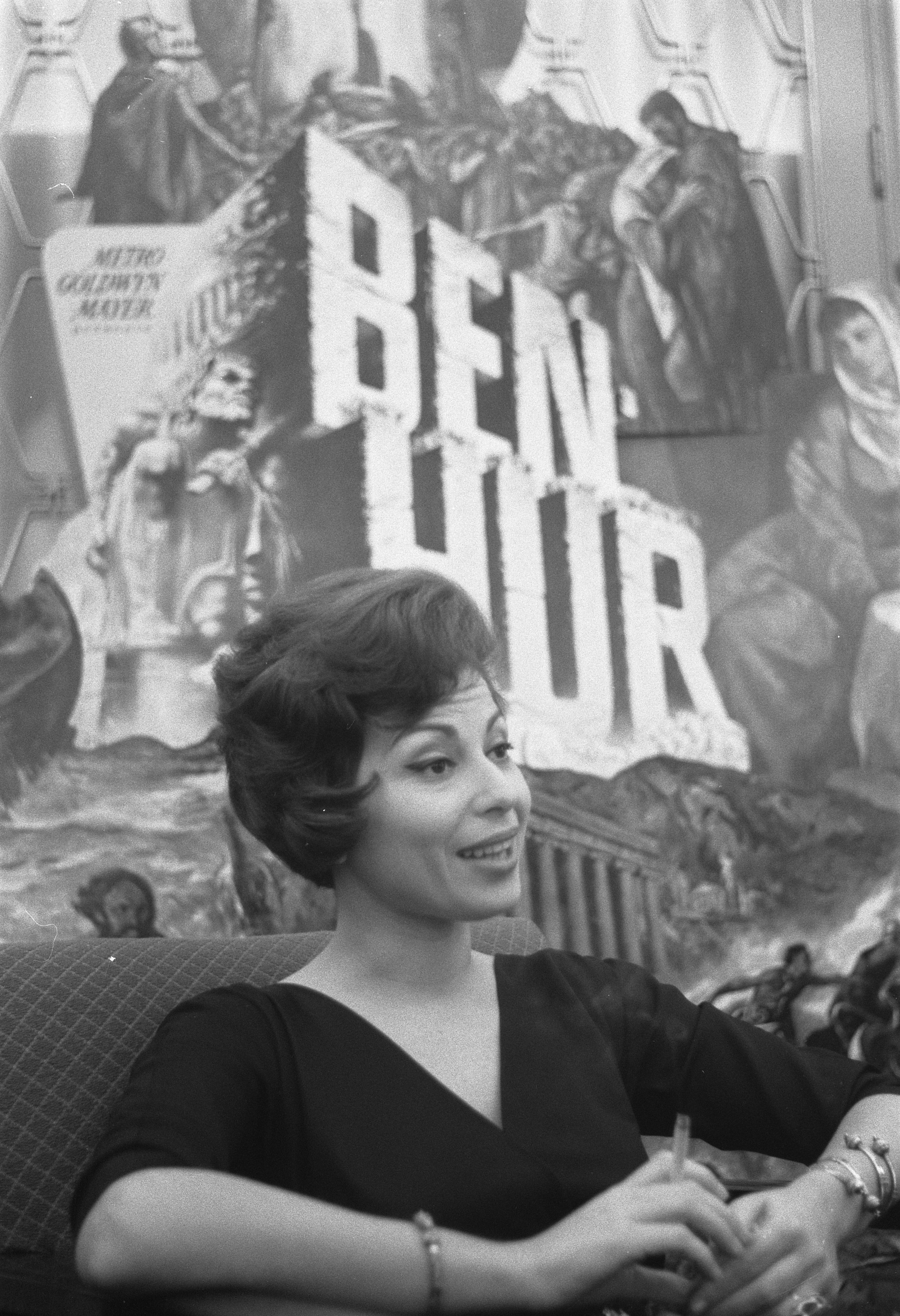
네덜란드 암스테르담에서 영화를 홍보하고 있는 하야 해러릿.(1960년 10월)

벤허를 홍보하는 데 1470만 달러가 소요되었다. MGM은 '벤허 연구 분과'를 만들고 여기에서 미국 47개 도시의 2000개 넘는 고등학교에 재학중인 10대들을 대상으로 영화에 대한 관심도를 조사했다. MGM은 고등학교 학습지침도 만들어 배포했다. 또 마케팅 전략이 미국 전역에 미치는 영향력을 측정하기 위해 신드링거 앤드 컴패니를 고용했다. 1959년과 60년 사이 사탕, 전차 모양의 어린이용 세발자전거, 가운, 머리핀, 장신구, 넥타이, 향수병, 벤허(Ben-Her)-벤히즈(Ben-His) 문양 수건, 장난감 무기 및 보호장구, 우산, 벤허 원작소설 하드커버 및 문고판(표지 디자인은 영화와 같았다.) 등 판매액은 총 2000만 달러에 이르렀다.
영화는 1959년 11월 18일 로 뉴욕 주립 극장에서 최초 개봉되었다. 개봉장에는 윌리엄 와일러, 찰턴 헤스턴, 스티븐 보이드, 하야 해러릿, 마사 스콧, 라몬 노바로(1925년 무성영화 버전에서 벤허 역을 맡았다.), 스피로스 스코라스(20세기 폭스 사장), 바니 발라단(파라마운트 픽쳐스 사장), 잭 워너(워너 브라더스 사장), 레너드 골덴슨(ABC 사장), 모스 하트(극작가), 로버트 킨트너(ABC 텔레비전 이사), 시드니 킹슬리(극작가), 아돌프 주커(파라마운트 픽쳐스 설립자) 등이 참석했다.

### 박스 오피스
북아메리카에서 최초 개봉 기간중 극장 렌털(박스 오피스 중 배급사 지분)은 3360만 달러, 박스 오피스 총액은 대략 7470만 달러였다. 미국 외 지역에서는 렌털로 3250만 달러, 박스 오피스 총액으로 7220만 달러를 벌었다. 전세계를 종합하면 렌털은 6610만 달러, 박스 오피스는 1억 4690만 달러를 벌어들였다. 벤허는 아주 빠른 속도로 흥행수익을 쌓은 영화로 1959년작 중에 최고 수입을 기록했으며 박스 오피스 총액은 《바람과 함께 사라지다》에 이어 역대 2위를 기록했다.
벤허가 성공하여 MGM은 재정 파산 위기에서 벗어났다. 최초 개봉으로 2040만 9000 달러 수익을 올렸고 1969년 재개봉 때 1010만 달러 추가 수익을 올렸다. 1989년까지 벤허는 전세계 극장 렌털로 9000만 달러를 벌었다.

### 반응

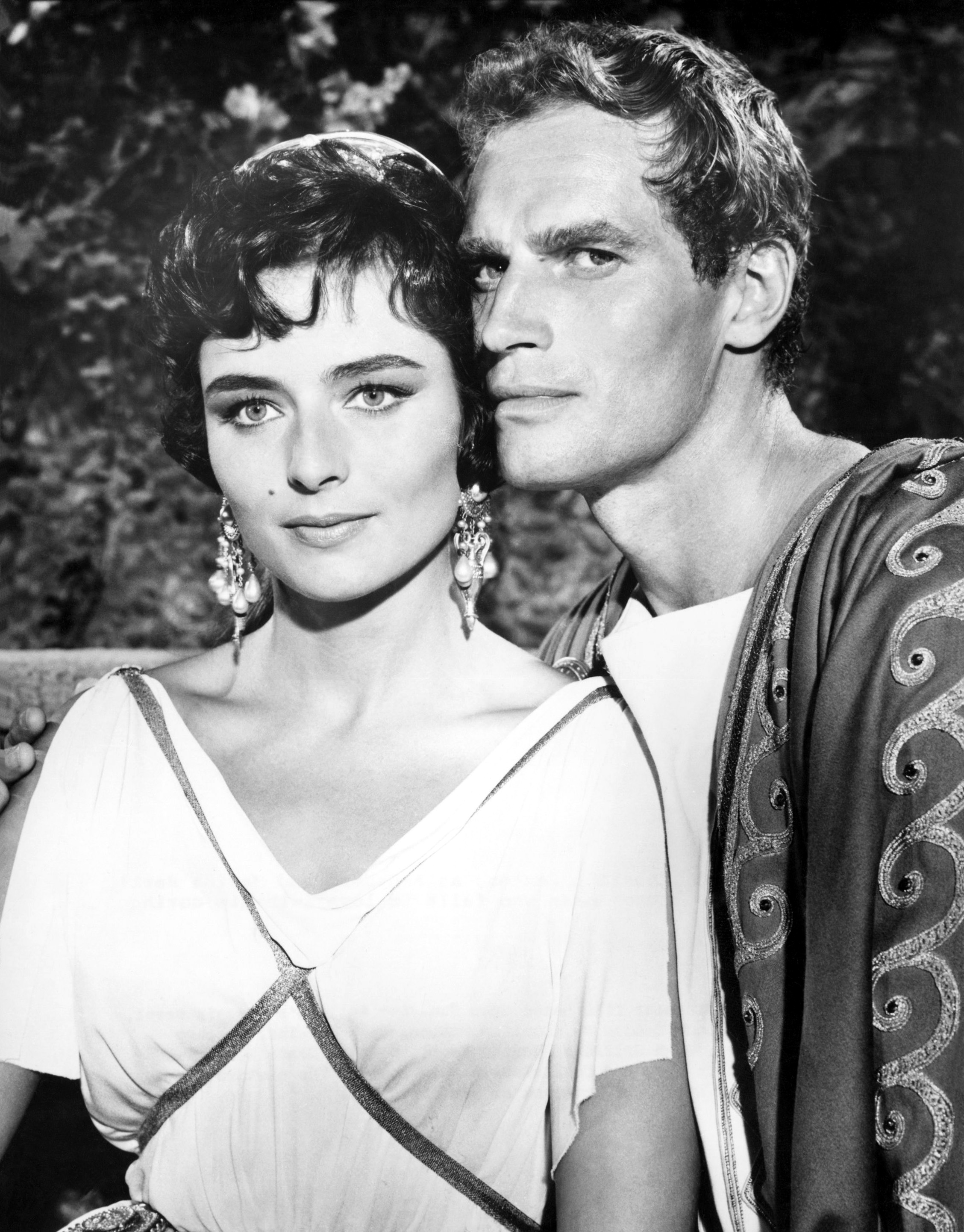
찰턴 헤스턴과 마리나 베르티.

개봉기간 내내 벤허에 대한 평가는 호평일색이었다. 보슬리 크라우더는 뉴욕 타임스 기고문에서 벤허를 "매우 지성적이며, 마음을 사로잡는 인간 드라마"라고 표현했다. 그는 영화 내 연기의 질과 와일러 감독의 섬세함에 대해서도 칭찬했으며 전차 경주를 높이 사 다음과 같이 평가했다. "지금까지 나온 어떤 영화 속 장면도 이 전차 경주만 한 것은 찾기 힘들다. 이는 강렬한 설정, 말과 사람이 만드는 흥미진진한 액션, 파노라마 방식의 시점, 관객을 압도하는 극적인 사운드가 충격적으로 조합된 것이다." 미국 통신사의 잭 게이버는 이렇게 평했다. "진정한 따뜻함, 열정, 품격있는 연기가 만드는 격조 있는 장면들로 가득찼다." 로스엔젤레스 타임스의 필립 셰우어는 '감명 깊고, 영감을 주고, 멋지고, 마음을 사로잡으며, 지금까지 당신이 본 모든 다른 평가들로부터 나온 수식어로 표현할 수 있는 작품.'으로 평가했으며 영화의 편집에 대해 "종종 어색한 부분이 나오나 전체적으로 아주 뛰어나다."라고 평했다. 로널드 홀로웨이는 버라이어티 기고문에서 벤허를 '동영상의 뛰어난 조합을 보여주는, 최고의 장인들이 만든 장엄한 업적'으로 불렀으며 "MGM 역사상 가장 많은 돈을 번 《바람과 함께 사라지다》는 결국 이 작품에 챔피언 자리를 물려줘야 할 것이다."라고 결론 내렸다. 그는 전차경주에 대해서 이렇게 썼다. "아마도 모션 픽쳐 카메라로 찍은 액션 장면 중 최고의 선례로 남게 될 것이다. 앤드류 머튼과 야키마 카누트가 감독한 이 경주 부분은 관객들이 제일 흥미진진한 부분으로 평가하는 40분 분량 장면을 대표하는 것이다."
그러나 비판적인 반응도 나왔다. 크라우더는 영화가 너무 길다고 지적했다. 아주 후한 평가를 내렸던 셰우어도 벤허의 가장 큰 결점은 '과다한 분량'이며 구체적으로 갤리선에서 노를 젓는 장면, 예수가 처형장으로 가는 과정, 나병환자를 다루는 장면이 필요 이상 길다고 했다. 또 그는 찰턴 헤스턴이 마음을 움직이는 연기보다는 외모로 관객의 주목을 끌었다고 가볍게 비판했다. 더 뉴요커의 존 맥카르텐은 헤스턴을 더 강하게 비판했는데 '영어를 말하는 것이 마치 기록물을 보고 배운 것 같다.'라고 평했다. 훗날 윌리엄 와일러 감독조차 헤스턴의 연기가 실망스러웠다고 인정했다. 영화평론가 드와이트 맥도널드도 매우 비판적인 의견을 내놓았다. 그는 영화가 산만하고 길다고 평하고 이를 "긴 화물열차가 철길을 천천히 지나가는 것을 건널목 앞에서 바라보는 운전자의 심정이었다."라고 표현했다. 영국 영화평론가 존 핌은 잡지 타임아웃에서 영화를 "네 시간짜리 주일학교 수업이다."라고 폄하했다. 작가주의를 신봉하는 여러 프랑스, 미국 영화평론가들은 윌리엄 와일러가 진중한 예술가라기보다는 돈버는 장인이라는 자신들의 믿음을 확고하게 해 준 작품이라고 평가했다.
현재 벤허는 영화 사이트 로튼 토마토의 평가에서 88%로 'Certified Fresh'(신선도 보증) 등급을 기록하고 있다. 이 사이트는 벤허를 다음과 같이 평가한다. "모든 면에서 훌륭하지는 않으나 할리우드 작품 중 서사영화 영역으로 한정하거나 웅장함이라는 요소를 고려하면 최고급 품질의 오락물 중 하나이다."

### 수상 이력
벤허는 아카데미상 12개 분야에 후보로 올랐으며 그 중 11개 분야 상을 휩쓸었다. 2016년 기준으로 이 수상 기록과 타이 혹은 초월한 사례는 1997년 영화 《타이타닉》(신기록 수립), 2004년 영화 《반지의 제왕: 왕의 귀환》(타이기록) 둘 뿐이다. 벤허가 수상에 실패한 유일한 분야가 아카데미 각본상인데(《꼭대기 방》이 각본상을 수상했다.) 대부분 관측통들은 그 원인을 작가등급 부여와 관련하여 일어난 분쟁 때문이라고 분석했다. MGM과 파나비전은 카메라 65 촬영기술을 개발한 공로로 1960년 3월 아카데미 과학기술상을 동시 수상했다.
벤허는 골든글로브상 세 부문(작품상 - 극영화 부문, 감독상, 남우조연상)과 아카데미 특별업적상(앤드류 마튼, 전차경주 장면을 총괄지휘한 공로로 받음)도 수상했다. 헤스턴은 골든글로브 남우주연상 후보로 올랐으나 수상에 실패했다. 벤허는 이외에도 영국 아카데미 영화상 작품상, 뉴욕 영화비평가협회 작품상, 미국 감독조합상(윌리엄 와일러)을 받았다.
벤허는 미국 영화 연구소(AFI, 미국 국립 예술기금이 1967년 창립한 독립 비영리기관)가 선정한 여러 '최고' 목록에 이름을 올렸다. AFI 미국영화 100년 시리즈는 1500명이 넘는 예술가·학자·비평가·역사가들로 구성된 배심원들이 당대 인기·역사적 의의·문화적 영향력 등을 고려하여 선정한 영화 목록들이다. 이 중 벤허는 《미국영화 베스트 100》에서 72위, 《스릴있는 영화 베스트 100》에서 49위, 《영화음악 베스트 100》에서 21위, 《감동적인 영화 베스트 100》에서 56위, 《서사영화 베스트 10》에서 2위에 올랐다. 유다 벤허와 메살라는 《히어로와 악역 베스트 100》에 선정되었다. 2004년 미국 국립 영화보존위원회는 벤허를 미국 국립영화 등록부 등재대상으로 선정했는데 그 이유를 '문화적·역사적·심미적으로 큰 의미가 있는 영화이기 때문.'이라고 기술했다.

### 방송 및 가정용 비디오 발매
벤허는 1971년 2월 14일 일요일 미국 텔레비전으로 최초 방송되었다. 이는 할리우드 영화가 텔레비전으로 방송된 최초 사례였는데 당시 CBS는 광고를 포함하여 오후시간대에 총 5시간에 걸쳐 방영했으며 시청률 37.1%에 시청자는 미 전역에서 8582만 명이었다. 이는 당시 기준으로 《오즈의 마법사》 등과 함께 TV에서 방영한 영화 중 최고 수준의 시청률이었다.(순위는 《콰이 강의 다리》 다음이었음)
가정용 비디오로는 여러 버전이 나왔다. 2001년 3월 13일 양면수록 와이드스크린 버전이 미국에서 발매되었는데 찰턴 헤스턴의 해설, 제작 다큐멘터리(1993년 판에서 만든 것임), 스크린 테스트, 포토 갤러리 등 특전영상 여러 개가 함께 수록되어 있었다. 이 버전은 이후 디스크 2매 분량으로 미국 외 다른 나라에서도 발매되었다. 2005년 9월 13일 DVD 버전이 출시되었는데 디스크 4장 분량으로 영상과 음악의 품질을 개선시켰고 해설 하나, 특전영상 둘, 1925년 벤허 무성영화판 풀버전이 추가되었다. 2002년 미국에서 발매된 박스포장형 '디럭스 에디션'에는 엽서 크기의 로비 카드 재인쇄물, 영화 출연진 사인이 새겨진 흑백 스틸사진, 마테 프레임 처리한 영화 장면 컬러사진, 40센티미터 크기의 영화 포스터 사본 등이 동봉되어 있었다.
2011년 워너 홈 비디오는 DVD와 블루레이 디스크로 50주년 에디션을 발매했다. 이 버전은 가정용으로는 최초로 극장판의 원래 영상비를 재현했으며 원작의 65밀리미터 네거티브 필름을 8K 해상도로 스캔하여 프레임 전체를 완벽히 복원했다. 작업에 100만 달러가 소요되었으며 워너 브라더스가 손을 댄 복원물 중 해상도가 가장 높았다. 음악만 수록한 신판 뮤지컬 사운드트랙 옵션과 특전영상 여섯 개(이 중 하나는 1시간 길이였다.)가 동봉되어 있었다.

## 리메이크
2010년 벤허의 리메이크가 영국에서 제작되었고 미국과 캐나다에서 미니시리즈로 소개되었다. 대한민국은 KBS에서 성탄절에 방영하였다.
2014년 4월 25일 파라마운트 픽쳐스와 MGM은 2013년 미니시리즈 더 바이블의 제작자 마크 버넷, 로마 다우니와 같이 벤허를 공동 제작하겠다고 발표했다. 신판 벤허는 2016년 8월에 미국 개봉 예정이다. 2014년 9월 11일 모건 프리먼이 일데림 역을 맡게 될 것이라는 발표가 나왔다. 일데림은 극중 노예신분 벤허를 챔피언 전차수로 단련시키는 스승 역할로 나온다.

## 출연진
- 찰턴 헤스턴 (Charlton Heston) - 벤허 (주연)
- 스티븐 보이드 (Stephen Boyd) - 멧살라 (주연)
- 휴 그리피스 (Hugh Griffith) - 족장 일데림
- 잭 호킨스 (Jack Hawkins) - 아리우스 (주연)
- 하야 해러릿 (Haya Harareet) - 에스더
- 마사 스콧 (Martha Scott) - 미리암
- 캐시 오도넬 (Cathy O'Donnell) - 틸자
- 샘 자페 (Sam Jaffe) - 시모니데스
- 핀레이 큐리 (Finlay Currie) - 발타사르, 해설자
- 프랭크 트링 (Frank Thring) - 폰티우스 필라투스
- 테렌스 롱던 (Terence Longdon) - 드루수스
- 조지 렐프 (George Relph) - 티베리우스 황제
- 안드레 모렐 (André Morell) - 섹스투스
- 클로드 히터 (Claude Heater) - 예수 그리스도 역
- 존 르 메주리어 (John Le Mesurier) - 의사 역
- 로버트 브라운 (Robert Brown) - 노 젓는 사람 역

## 한국판 성우진

### KBS (1988년 1월 2일)
- 유강진 - 벤허(찰턴 헤스턴)
- 이정구 - 메살라(스티븐 보이드)
- 김병관 - 아리우스(잭 호킨스)
- 송도영 - 에스더(하야 해러릿)
- 한상덕 - 아랍족장 일데림(휴 그리피스)
- 임종국 - 발타사르(핀레이 큐리)
- 정기항 - 시모네데스(샘 자페)
- 김정경 - 섹스투스(안드레 모렐) / 티베리우스(조지 렐프)
- 유지영 - 틸자(캐시 오도넬) / 알라(마리나 베르티)
- 이향숙 - 미리암(마사 스콧)
- 오세홍 - 드루수스(테런스 롱던)
- 설영범 - 필라투스(프랭크 트링)
- 조동희 - 로마 장군(로버트 브라운)
- 이윤선 - 로마 군인(노엘 쉘든)

### SBS
- 유강진 - 벤허(찰턴 헤스턴)
- 신성호 - 메살라(스티븐 보이드)
- 이완호 - 아리우스(잭 호킨스)
- 송도영 - 에스더(하야 해러릿)
- 송두석 - 섹스투스(안드레 모렐)
- 탁원제 - 발타사르(핀레이 큐리)
- 조동희 - 아랍족장 일데림(휴 그리피스)
- 이근욱 - 시모네데스(샘 자페)
- 이병식 - 마리우스
- 성선녀 - 미리암(마사 스콧)
- 장광 - 폰티우스 필라투스(프랭크 트링)
- 장승길 - 티베리우스(조지 렐프)
- 황윤걸 - 드루수스(테런스 롱던)
- 윤소라 - 틸자(캐시 오도넬)
- 이명숙 - 알라(마리나 베르티)
- 서광재 - 마텔루스
- 전인배 - 스핀소

## 같이 보기
- 아카데미상 최고 기록 목록

### 내용주
1. ↑  MGM은 이탈리아 리라로 막대한 수입을 벌어들여 왔다. 제2차 세계 대전이 발발하고 나서 이탈리아 정부는 인플레이션으로 경제가 흔들리는 것을 막기 위해 리라를 국외로 가지고 나가는 것을 금지했다. 이탈리아 국내에서 리라화를 소비할 방법을 찾는다면 스튜디오에 필요한 재원을 마련할 수 있기 때문이었다.
2. ↑  미리암과 틸자가 나병을 고침받는 장면이 소설과 극장판에서 다르다. 전자는 예수가 십자가를 지고 형장으로 걸어갈 때이고 후자는 예수가 운명한 뒤 쏟아지는 비를 두 사람이 맞는 장면에서이다.
3. ↑  비달은 자기가 각본작업을 석 달 동안 했다고 증언했다. 프라이는 로마에 1958년 5월 도착했고 비달은 6월 중순 혹은 말엽에 로마를 떠났다. 따라서 비달이 로마에 온 시기를 어느 정도 추측 가능하다. Vidal, p. 73; Herman, p. 400?401.
4. ↑  뷰포드의 다른 증언에 따르면, MGM은 랭커스터에게 영화 출연료로 100만 달러를 지급하고 랭커스터의 프로덕션 회사가 지고 있던 250만 달러 부채를 탕감해 주겠다는 조건을 걸었다. 그럼에도 랭커스터는 제안을 거부했다. Buford, p. 190.
5. ↑  허드슨의 에이전트 헨리 윌슨은 허드슨에게 역사물 연기가 어울리지 않는다고 생각했기 때문에 벤허 역 제안을 거절했다. Bret, p. 95; Gates and Thomas, p. 125.
6. ↑  칼럼니스트 로엘라 파슨스는 혼이 《콰이 강의 다리》에서 보여준 연기 때문에 거의 캐스팅될 뻔했다고 말했다. Hofler, p. 320.
7. ↑  이 경험은 더글러스가 1년 후 영화 《스파르타쿠스》를 만드는 계기가 됐다.[54]
8. ↑  마사 스콧은 영화 《십계》에서 모세(헤스턴)의 어머니 역을 맡았고 브로드웨이에서 헤스턴과 함께 호흡을 맞춘 경력이 있다.
9. ↑  렌즈 단가에 대해 대다수 자료가 10만 달러로 기록하고 있으나 최소 한 군데에는 개당 25만 달러로 기록해 놓았다. Herman, p. 406.
10. ↑  리비아 정부는 벤허가 이스라엘에서도 촬영된다는 사실을 뒤늦게 알았다. 당시 리비아는 이스라엘과 전쟁중이었으며 이스라엘 또는 유대인과 상업적 거래를 하는 개인이나 기업의 입국을 거부하는 법안을 1957년에 시행하였다.
11. ↑  촬영물이 많이 남았기 때문에 훗날 찰턴 헤스턴은 이 장면들을 1972년 영화 안토니우스와 클레오파트라에서 재활용했다.[100]
12. ↑  1959년 3월 당시 언론보도에서는 최초 컷 분량이 다섯 시간에 가깝다고 보도했다.[103]
13. ↑  헤스턴은 말타기 외에도 칼싸움, 재블린 던지기, 낙타 모는 법, 노 젓는 법을 배웠다.[127]
14. ↑  전차경주 신에 동원한 엑스트라의 정확한 수에 대해서는 논란이 있다. 당대 이후 간행된 자료 중 최소 한 군데에서 동원인원을 1만 5천 명으로 언급한 바 있다. Cyrino, p. 73.
15. ↑  빅터 데이비스 핸슨은 이를 '4일에 걸쳐 방송했다.'라고 잘못 발언했다. Cowley, p. ii.

### 참조주
1. ↑  “Ben-Hur”. 《The American Film Institute Catalog of Motion Pictures》. American Film Institute. 2013년 7월 6일에 확인함.
2. ↑  “Ben Hur”. British Board of Film Classification. 2015년 7월 21일에 원본 문서에서 보존된 문서. 2015년 7월 18일에 확인함.
3. ↑  Sheldon Hall, Epics, Spectacles, and Blockbusters: A Hollywood History Wayne State University Press, 2010 p 162
4. 1 2  Pryor, Thomas M. "Ben-Hur to Ride for Metro Again." The New York Times. 1952-12-08.
5. ↑  Pryor, Thomas M. "Metro to Produce 18 Films in '53-'54." The New York Times. 1953-10-08.
6. ↑  Pryor, Thomas M. "Bank of America Wins Movie Suit." The New York Times. 1953-11-04.
7. ↑  Pryor, Thomas M. "Hollywood Dossier: New Market Analysis Is Set Up." The New York Times. 1954-12-05.
8. ↑  "Six Books Bought for Fox Films." The New York Times. 1955-09-10.
9. ↑  Pryor, Thomas M. "Sidney Franklin Resigns at M-G-M." The New York Times. 1958-06-17.
10. ↑  United States v. Paramount Pictures, Inc., 334 US 131 (1948)
11. 1 2 3 4 5 6 7 8 9  Block and Wilson, p. 411.
12. ↑  Eagan, p. 558?559.
13. 1 2 3 4 5  Eagan, p. 560.
14. 1 2 3 4 5 6  Eagen, p. 559.
15. 1 2 3  Hawkins, Robert F. "Viewed on the Bustling Italian Film Scene." The New York Times. 1958-02-16.
16. 1 2 3 4  Solomon, p. 207.
17. ↑  Schumach, Murray. "Metro Stills Leo for the First Time." The New York Times. 1959-11-26.
18. 1 2  "'Ben-Hur' remake set for 2016 release"
19. 1 2 3 4 5  Vidal, p. 73.
20. 1 2 3  Morsberger and Morsberger, p. 482.
21. ↑  Kaplan, p. 440.
22. ↑  Freiman, p. 24.
23. ↑  "Wyler Weighs Offer." The New York Times. 1957-02-05.
24. 1 2  Herman, p. 394.
25. 1 2  Herman, p. 395.
26. ↑  Makiewicz, Don. "Tour Around the Lot." The New York Times. 1957-04-07.
27. ↑  Pryor, Thomas M. "Debbie Reynolds Is Cast By M-G-M." The New York Times. 1958-01-04.
28. ↑  Herman, p. 393.
29. ↑  Eldridge, p. 15.
30. 1 2 3 4 5 6  Herman, p. 400.
31. 1 2  Madsen, p. 342.
32. 1 2 3  Kaplan, p. 442.
33. 1 2  Herman, p. 396.
34. ↑  Kaplan, p. 441.
35. 1 2  Kaplan, p. 445.
36. ↑  Giddins, p. 247.
37. ↑  Joshel, Malamud, and McGuire, p. 37?38.
38. ↑  "Chuck Roast." The Advocate. 1996-06-25, p. 82. 2011-12-25 확인.
39. ↑  Quoted in Kaplan, p. 444.
40. ↑  Feeney, p. 66?73.
41. 1 2 3 4  Herman, p. 401.
42. ↑  "'Ben-Hur' Credit Is Urged for Fry." The New York Times. 1959-10-29.
43. 1 2 3 4 5  Hudgins, Morgan. "'Ben-Hur' Rides Again." The New York Times. 1958-08-10.
44. ↑  Hezser, p. 136?138.
45. 1 2 3  Freiman, p. 25.
46. 1 2 3 4 5 6 7 8 9 10 11 12 13 14 15  Hawkins, Robert F. "Answer to a Question: Quo Vadis, 'Ben-Hur'?" The New York Times. 1959-01-11.
47. 1 2  Parish, Mank, and Picchiarini, p. 27.
48. ↑  Magill, p. 150.
49. 1 2 3  Herman, p. 402.
50. ↑  Alexander, p. 84?85.
51. 1 2  Right, Gordon (2006년 5월). “Getting It Right the Second Time”. British Lights Film Journal. 2011년 12월 25일에 확인함.
52. ↑  Giddins, p. 247?248.
53. ↑  Herman, p. 395?396.
54. ↑  Rode, p. 132.
55. 1 2  Pryor, Thomas M. "Heston Will Star in M-G-M 'Ben-Hur'." The New York Times. 1958-01-23.
56. ↑  Pryor, Thomas M. "Goetz to Produce 3 Columbia Films." The New York Times. 1958-04-14.
57. ↑  McAlister, p. 324, n. 59.
58. ↑  "An Actor to Watch," Coronet, 1959-01-01, p. 22.
59. ↑  Pryor, Thomas M. "Frenke Signs Pact With Seven Arts." The New York Times. 1958-08-04.
60. ↑  Heston, p. 196.
61. ↑  Pryor, Thomas M. "Seven Arts Unit Joins Paramount." The New York Times. 1958-07-18.
62. 1 2  Pryor, Thomas M. "Israeli Actress Cast in 'Ben-Hur'." The New York Times. 1958-05-17.
63. ↑  Pratt, p. 135.
64. ↑  "An Actor to Watch," Coronet, 1959-01-01, p. 71.
65. 1 2  Pryor, Thomas M. "Seven Arts Group Teaming With U.A." The New York Times. 1958-04-04.
66. ↑  Monush, p. 296.
67. ↑  《Opera News》. Metropolitan Opera Guild. 1960. 79쪽.
68. ↑  Sultanik, p. 299.
69. 1 2  Herman, p. 406.
70. 1 2  Hall and Neale, p. 145.
71. ↑  Eldridge, p. 57.
72. ↑  Haines, p. 114.
73. ↑  Eyman, p. 351.
74. ↑  Block and Wilson, p. 333.
75. ↑  Hall and Neale, p. 153.
76. ↑  Cyrino, p. 74.
77. ↑  Freiman, p. 31.
78. 1 2  Herman, p. 410.
79. ↑  Freiman, p. 26, 30.
80. 1 2 3 4 5  Freiman, p. 27.
81. 1 2  "Ben-Hur." AFI Catalog of Feature Films. American Film Institute. 2014. 2014-03-13 확인.
82. ↑  Hawkins, Robert F. "Observations on the Italian Screen Scene." The New York Times. 1957-08-04.
83. 1 2  Pryor, Thomas M. "Hollywood's Varied Vistas." The New York Times. 1958-01-12.
84. ↑  Pryor, Thomas M. "Libya Cancels U.S. Film Permit." The New York Times. 1958-03-12.
85. ↑  "Ben-Hur," AFI Catalog of Feature Films, American Film Institute, 2014, 2014-03-13 확인, Otman and Karlberg, p. 33.
86. ↑  Schiffer, Robert L. "Israel Screen Scene." The New York Times. 1958-06-08.
87. 1 2 3 4 5  "'Ben-Hur to Race for 213 Minutes." The New York Times. 1959-10-07.
88. ↑  Kaplan, p. 444.
89. ↑  Herman, p. 403.
90. 1 2  Herman, p. 409.
91. ↑  Herman, p. 404.
92. 1 2 3  Solomon, p. 213.
93. 1 2  Freiman, p. 26.
94. 1 2 3 4  Freiman, p. 29.
95. 1 2 3 4 5 6 7 8 9 10  Cyrino, p. 73.
96. ↑  Eagan, p. 559?560.
97. 1 2  Freiman, p. 30.
98. 1 2  Freiman, p. 7.
99. 1 2 3 4  Dunning, p. 253.
100. ↑  Rothwell, p. 156.
101. ↑  Brosnan, p. 28.
102. ↑  Raymond, p. 31.
103. 1 2  Pryor, Thomas M. "Extras Negotiate for Pay Increases." The New York Times. 1959-03-15.
104. ↑  Dunning, p. 253?254.
105. ↑  Dunning, p. 255.
106. 1 2  Herman, p. 411.
107. ↑  Rozsa in a Today (BBC Radio 4) interview, BBC Sound Archives
108. 1 2  "On the Sound Track." Billboard. 1958-07-20, p. 19. 2011-12-27 확인.
109. 1 2 3  Winkler, p. 329.
110. ↑  "Discourse." Billboard. 1959-11-23, p. 24. 2012-04-21 확인.
111. ↑  MacDonald, p. 1966.
112. ↑  Winkler, p. 329?330.
113. 1 2  DeWald, Frank K. (2012). “Ben-Hur. Online Liner Notes.”. Film Score Monthly. 2012년 4월 21일에 확인함.
114. ↑  Wyler, p. 216.
115. ↑  Dunning, p. 252
116. ↑  Solomon, p. 15.
117. ↑  Frayling, p. 97.
118. ↑  Dunning, p. 251.
119. ↑  Brownlow, p. 413.
120. 1 2 3  Coughlan, p. 119.
121. 1 2 3  Solomon, p. 210.
122. ↑  Pomerance, p. 9.
123. 1 2  Herman, p. 398.
124. ↑  Solomon, p. 207, 210.
125. 1 2  Freiman, p. 28.
126. ↑  《Ben-Hur Rides a Chariot Again》. Life magazine. 1959년 1월 19일. 71쪽.
127. ↑  Raymond, p. 32–33.
128. 1 2  Solomon, p. 129.
129. 1 2  Herman, p. 405
130. ↑  "Romans in Mob Scene Not in 'Ben Hur' Script." United Press International. 1958-06-07.
131. 1 2  Didinger, p. 157
132. 1 2  Raymond, p. 32.
133. ↑  Herman, p. 407
134. ↑  Canutt and Drake, p. 16–19.
135. ↑  Powell, p.254.
136. ↑  Sandys, p. 5.
137. 1 2 3  Nichols, Peter M. "Home Video: All of 'Ben-Hur' and Its Secrets." The New York Times. 2001-03-16.
138. 1 2  Block and Wilson, p. 324.
139. 1 2  Doherty, p. 189.
140. ↑  Dowdy, p. 6.
141. ↑  "Notables at Premiere." The New York Times. 1959-11-19.
142. ↑  Stempel, p. 23.
143. ↑  Thomas, Bob (1963년 8월 1일). “Movie Finances Are No Longer Hidden From Scrutiny”. 《The Robesonian》. 10면.
144. ↑  Malone, p. 23.
145. ↑  《The Eddie Mannix Ledger》, Los Angeles: Margaret Herrick Library, Center for Motion Picture Study
146. ↑  Ross, pp. 278–279.
147. 1 2  Wreszin and Macdonald, p. 13.
148. 1 2 3  Crowther, Bosley. "The Screen: 'Ben-Hur,' a Blockbuster." The New York Times. 1959-11-19.
149. ↑  Gaver, Jack. "Ben-Hur' Grandiose, Gripping Spectacle." United Press International. 1959-11-20.
150. 1 2 3  Scheuer, Philip K. "Magnificent 'Ben-Hur' Inspiring in Premiere." Los Angeles Times. 1959-11-25.
151. 1 2  Holloway, Ronald. "Ben-Hur." Variety. 1959-11-17.
152. ↑  McCarten, John. "The Children's Hours." The New Yorker. 1959-12-05, p. 153.
153. ↑  Wreszin and Macdonald, p. 16.
154. ↑  Pym, p. 91.
155. ↑  “Ben Hur (1959)”. Rotten Tomatoes. 2015년 7월 13일에 확인함.
156. ↑  “The 32nd Academy Awards (1960) Nominees and Winners”. 《oscars.org》. 2011년 7월 6일에 원본 문서에서 보존된 문서. 2011년 8월 21일에 확인함.
157. ↑  Dirks, Tim. “Academy Awards Summaries”. 《Filmsite.org》. AMC Networks. 2012년 6월 24일에 확인함.
158. ↑  Herman, p. 412
159. ↑  Clark, p. 151.
160. ↑  "Ben-Hur." Hollywood Foreign Press Association. GoldenGlobes.org. 2014-03-18 확인.
161. ↑  "Film Nominations 1959." British Academy of Film and Television Arts. BAFTA.org. 2010. 2011-12-31 확인.
162. ↑  Weiler, A.H. "'Ben-Hur,' Stewart, Audrey Hepburn Cited by Critics." The New York Times. 1959-12-29.
163. ↑  Sennett, p. 289.
164. ↑  Van Gelder, Lawrence. "Arts, Briefly." The New York Times. 2004-12-29.
165. ↑  Cowley, p. ii.
166. ↑  The Alfred I. Du Pont-Columbia University Survey of Broadcast Journalism, p. 98; Segrave, p. 82.
167. ↑  "'GWTW' Knocks ABC Out of First for Week, Sets Modern Nielsen Record." Broadcasting & Cable 1976-11-13, p. 8.
168. ↑  Kramer, p. 45.
169. 1 2  Kehr, Dave. "New DVD's." The New York Times. 2005-09-13.
170. ↑  Nichols, Peter. "Home Video: Old Favorites in a New Format." The New York Times. 2002-01-04.
171. ↑  Taylor, Charles. "Other New Releases." The New York Times. 2011-09-18.
172. ↑  “Ben-Hur (50th Anniversary Ultimate Collector's Edition) [Blu-ray]”. Amazon. 2014-03-18.에 확인함.
173. ↑  “'Ben-Hur (50th Anniversary Ultimate Collector's Edition)'”. 《CNET》. CBS Interactive. 2013년 12월 22일. 2014년 3월 19일에 원본 문서에서 보존된 문서. 2014년 3월 18일에 확인함.
174. ↑  Fleming Jr, Mike (2014년 9월 11일). “Morgan Freeman Set For ‘Ben-Hur’ Redo”. deadline.com. 2014년 9월 12일에 확인함.

## 참고 문헌
- Alexander, Shana. "Will the Real Burt Please Stand Up?" Life. 1963-09-06.
- 《The Alfred I. Du Pont-Columbia University Survey of Broadcast Journalism》. New York: Columbia University Graduate School of Journalism, Grosset & Dunlap. 1971. ISBN 978-0-448-00637-6.
- Altman, Rick (1992). 《Sound Theory, Sound Practice》. Florence, Ky: Psychology Press. ISBN 978-0-415-90457-5.
- "An Actor to Watch." Coronet. 1959-01-01.
- Belton, John (2012년 1월 11일). 《American Cinema/American Culture》. New York: McGraw-Hill Higher Education. ISBN 978-0-07-744347-4.
- "Ben-Hur Rides a Chariot Again." Life. 1959-01-12.
- Block, Alex Ben; Wilson, Lucy Autrey (2010년 3월 30일). 《George Lucas's Blockbusting: A Decade-by-Decade Survey of Timeless Movies Including Untold Secrets of Their Financial and Cultural Success》. New York: HarperCollins. ISBN 978-0-06-196345-2.
- Bret, David (2004). 《Rock Hudson》. London: Robson Books. ISBN 978-1-86105-557-6.
- Brosnan, John (1976). 《Movie Magic: The Story of Special Effects in the Cinema》. London: New American Library. ISBN 0-349-10368-2.
- Brownlow, Kevin (1968). 《The Parade's Gone By》. Berkeley, California: University of California Press. ISBN 978-0-520-03068-8.
- Buford, Kate (2000). 《Burt Lancaster: An American Life》. New York: Knopf. ISBN 0-679-44603-6.
- Canutt, Yakima; Drake, Oliver (1979). 《Stunt Man: The Autobiography of Yakima Canutt With Oliver Drake》. Norman, Oklahoma: University of Oklahoma Press. ISBN 978-0-8061-2927-3.
- Casson, Lionel (1971). 《Ships and Seamanship in the Ancient World》. Princeton, N.J.: Princeton University Press. ISBN 0-691-03536-9.
- Clark, Al (1983). 《Film Year Book: 1984. Ed. A. Clark》. Pan Books. ISBN 978-0-907080-94-7.
- Cole, Clayton. "Fry, Wyler, and the Row Over Ben-Hur in Hollywood." Films and Filming. 1959년 3월.
- Coughlan, Robert. "Lew Wallace Got Ben-Hur Going—and He's Never Stopped." Life. 1959-11-16.
- Cowley, Robert (2004). 〈Introduction〉. 《What Ifs? of American History: Eminent Historians Imagine What Might Have Been》. New York: Penguin. ISBN 0-399-15091-9.
- Cyrino, Monica Silveira (2005). 《Big Screen Rome》. Malden, Mass.: Blackwell. ISBN 978-1-4051-1683-1.
- Didinger, Ray; Macnow, Glen (2009). 《The Ultimate Book of Sports Movies: Featuring the 100 Greatest Sports Films of All Time》. Philadelphia: Running Press. ISBN 0-7624-3921-1.
- Dillon-Malone, Aubrey (2010). 《Sacred Profanity: Spirituality at the Movies》. Santa Barbara, Calif.: ABC-CLIO. ISBN 978-0-313-37922-2.
- Doherty, Thomas (2002). 《Teenagers And Teenpics: Juvenilization Of American Movies》. Philadelphia: Temple University Press. ISBN 978-1-56639-945-6.
- Dowdy, Andrew (1973). 《The Films of the Fifties: The American State of Mind》. New York: Morrow. ISBN 978-0-688-05198-3.
- Dunning, John D. (1995). 〈'Good Stuff' Never Changes: John D. Dunning〉.   Oldham, Gabriella. 《First Cut: Conversations With Film Editors》. Berkeley, Calif.: University of California Press. ISBN 0-520-07586-2.
- Eagan, Daniel (2010년 1월). 《America's Film Legacy: The Authoritative Guide to the Landmark Movies in the National Film Registry》. New York: Continuum. ISBN 978-0-8264-2977-3.
- Eldridge, David (2006년 6월 27일). 《Hollywood's History Films》. London: I.B.Tauris. ISBN 978-1-84511-061-1.
- Eyman, Scott (1997년 3월 13일). 《The Speed of Sound: Hollywood and the Talkie Revolution 1926–1930》. New York: Simon and Schuster. ISBN 978-1-4391-0428-6.
- Feeney, F.X. "Ben-Gore: Romancing the Word With Gore Vidal." Written By. 1997년 12월 ~ 1998년 1월.
- Frayling, Christopher (2006). 《Spaghetti Westerns: Cowboys and Europeans From Karl May to Sergio Leone》. London: I.B. Tauris & Co. ISBN 978-1-84511-207-3.
- Freiman, Ray (1959). 《The Story of the Making of Ben-Hur: A Tale of the Christ, from Metro-Goldwyn-Mayer》. New York: Random House.
- Gates, Phyllis (1988년 7월 14일). 《My Husband, Rock Hudson》. Headline Book Publishing. ISBN 978-0-7472-3146-2.
- Giddins, Gary (2010년 4월 19일). 《Warning Shadows: Home Alone with Classic Cinema》. New York: W. W. Norton. ISBN 978-0-393-33792-1.
- Haines, Richard W. (1993년 11월 1일). 《Technicolor Movies: The History of Dye Transfer Printing》. Jefferson, North Carolina: McFarland. ISBN 978-0-7864-1809-1.
- Hall, Sheldon; Neale, Stephen (2010). 《Epics, Spectacles, and Blockbusters: A Hollywood History》. Detroit: Wayne State University Press. ISBN 0-8143-3008-8.
- Heater, Claude (2007년 8월 1일). 《Fatal Flaws of the Most Correct Book on Earth》. Maitland, Florida: Xulon Press. ISBN 978-1-60266-494-4.
- Herman, Jan (1997). 《A Talent for Trouble: The Life of Hollywood's Most Acclaimed Director, William Wyler》. New York: Da Capo Press. ISBN 978-0-306-80798-5.[깨진 링크(과거 내용 찾기)]
- Heston, Charlton (1995). 《In the Arena》. New York: Simon & Schuster. ISBN 0-684-80394-1.
- Hezser, Catherine (2009). 〈Ben Hur and Ancient Jewish Slavery〉. 《A Wandering Galilean: Essays in Honour of Seán Freyne》. Boston: Brill Academic Publishers. ISBN 90-04-17355-2.
- Hickman, Roger (2011년 3월 15일). 《Miklós Rózsa's Ben-Hur: A Film Score Guide》. Lanham, Md.: Scarecrow Press. ISBN 978-1-4616-6968-5.
- Hofler, Robert (2005). 《The Man who Invented Rock Hudson: The Pretty Boys and Dirty Deals of Henry Willson》. New York: Carroll & Graf. ISBN 978-0-7867-1607-4.
- Joshel, Sandra R.; Malamud, Margaret; Jr., Donald T. McGuire, (2005년 8월 9일). 《Imperial Projections: Ancient Rome in Modern Popular Culture》. Baltimore: Johns Hopkins University Press. ISBN 978-0-8018-8268-5.
- Kaplan, Fred (1999). 《Gore Vidal: A Biography》. New York: Doubleday. ISBN 0-385-47703-1.
- Kinn, Gail; Piazza, Jim (2008). 《The Academy Awards: The Complete Unofficial History》. New York: Black Dog & Leventhal. ISBN 978-1-57912-772-5.
- Krämer, Peter (2005). 《The New Hollywood: From Bonnie and Clyde to Star Wars》. London: Wallflower Press. ISBN 978-1-904764-58-8.
- Lennox, Doug (2010년 12월 1일). 《Now You Know the Bible》. Toronto: Dundurn Press. ISBN 978-1-55488-798-9.
- MacDonald, Laurence E. (1998). 《The Invisible Art of Film Music: A Comprehensive History》. New York: Ardsley House. ISBN 978-0-8108-9058-9.
- Madsen, Axel (1973). 《William Wyler: The Authorized Biography》. New York: Crowell. ISBN 978-0-690-00083-2.
- Magill, Frank Northen; Hanson, Stephen L.; Hanson, Patricia King (1981). 《Magill's Survey of Cinema: English Language Films, Second Series》. Englewood Cliffs, New Jersey: Salem Press. ISBN 978-0-89356-232-8.
- McAlister, Melani (2005). 《Epic Encounters: Culture, Media, and U.S. Interests in the Middle East Since 1945》. Berkeley, California: University of California Press. ISBN 978-0-520-24499-3.
- Monush, Barry (2003). 《Screen World Presents the Encyclopedia of Hollywood Film Actors: From the silent era to 1965》. New York: Applause Theatre & Cinema Books. ISBN 978-1-55783-551-2.
- Morsberger, Robert Eustis; Morsberger, Katharine M. (1980). 《Lew Wallace, Militant Romantic》. New York: McGraw-Hill. ISBN 978-0-07-043305-2.
- Mustazza, Leonard (2006년 5월 30일). 《The Literary Filmography: Preface, A-L》. Jefferson, North Carolina: McFarland. ISBN 978-0-7864-2503-7.
- "On the Sound Track." Billboard. 1959-07-20.
- Otman, Waniss; Karlberg, Erling (2007). 《The Libyan Economy: Economic Diversification and International Repositioning》. Berlin: Springer. ISBN 978-3-540-46460-0.
- Parish, James Robert; Mank, Gregory W.; Picchiarini, Richard (1981년 1월 1일). 《The Best of MGM: The Golden Years (1928–59)》. Westport, Conn.: Arlington House. ISBN 0-87000-488-3.
- Pomerance, Murray (2005). 《American Cinema of the 1950s: Themes and Variations》. New Brunswick, New Jersey: Rutgers University Press. ISBN 978-0-8135-3673-6.
- Powell, Nosher; Hall, William (2001년 4월 1일). 《Nosher》. John Blake Publishing, Limited. ISBN 978-1-85782-491-9.
- Pratt, Douglas (2004). 《Doug Pratt's DVD: Movies, Television, Music, Art, Adult, and More!, Volume 1》. New York: UNET 2 Corporation. ISBN 1-932916-00-8.
- Pym, John (2002). 《Time Out Film Guide》. London: Penguin. ISBN 0-14-029395-7.
- Raymond, Emilie (2006년 8월 18일). 《From My Cold, Dead Hands: Charlton Heston and American Politics》. Lexington, Kentucky: University Press of Kentucky. ISBN 0-8131-7149-0.
- Rode, Alan K. (2012년 8월 14일). 《Charles McGraw: Biography of a Film Noir Tough Guy》. Jefferson, North Carolina: McFarland. ISBN 978-1-4766-0035-2.
- Ross, Steven J. (2011). 《Hollywood Left and Right: How Movie Stars Shaped American Politics》. Oxford University Press. ISBN 978-0-19-518172-2.
- Rothwell, Kenneth S. (2004년 10월 28일). 《A History of Shakespeare on Screen: A Century of Film and Television》. New York: Cambridge University Press. ISBN 978-0-521-54311-8.
- Sandys, John (2006). 《Movie Mistakes Take 4》. London: Virgin. ISBN 0-7535-1091-X.
- Segrave, Kerry (1999년 1월 1일). 《Movies at Home: How Hollywood Came to Television》. Jefferson, North Carolina: McFarland. ISBN 978-0-7864-0654-8.
- Sennett, Ted (1986년 10월). 《Great Movie Directors》. New York: Abrams. ISBN 978-0-8109-0718-8.
- Solomon, Jon (2001). 《The Ancient World in the Cinema》. New Haven, Connecticut: Yale University Press. ISBN 978-0-300-08337-8.
- Steinberg, Cobbett (1980). 《Film Facts》. New York: Facts on File. ISBN 978-0-87196-313-0.
- Stempel, Tom (2001년 1월 1일). 《American Audiences on Movies and Moviegoing》. Lexington, Kentucky: University Press of Kentucky. ISBN 0-8131-2183-3.
- Stevens, George Jr. (2007년 2월 13일). 《Conversations with the Great Moviemakers of Hollywood's Golden Age at the American Film Institute》. Vintage. ISBN 978-1-4000-3314-0.
- Sultanik, Aaron (1986년 1월 1일). 《Film, a Modern Art》. New York: Associated University Presses. ISBN 978-0-8453-4752-2.
- Thomas, Gordon (2014년 6월 4일). “Getting It Right the Second Time: Adapting Ben-Hur for the Screen”. 《Bright Lights Film Journal》. Bright Lights Film Journal. 2014년 6월 4일에 확인함.
- Vidal, Gore. "How I Survived the Fifties." The New Yorker. 1995-10-02.
- Winkler, Martin M. (2001). 《Classical Myth & Culture in the Cinema》. New York: Oxford University Press. ISBN 978-0-19-513004-1.
- Wreszin, Michael (2003년 1월 1일). 《Interviews with Dwight Macdonald》. Jackson, Mississippi: University Press of Mississippi. ISBN 978-1-57806-533-2.
- Wyler, William (2007). 〈William Wyler〉.   Stevens, Jr., George. 《Conversations with the Great Moviemakers of Hollywood's Golden Age at the American Film Institute》. New York: Random House. ISBN 978-1-4000-3314-0.